# DKW

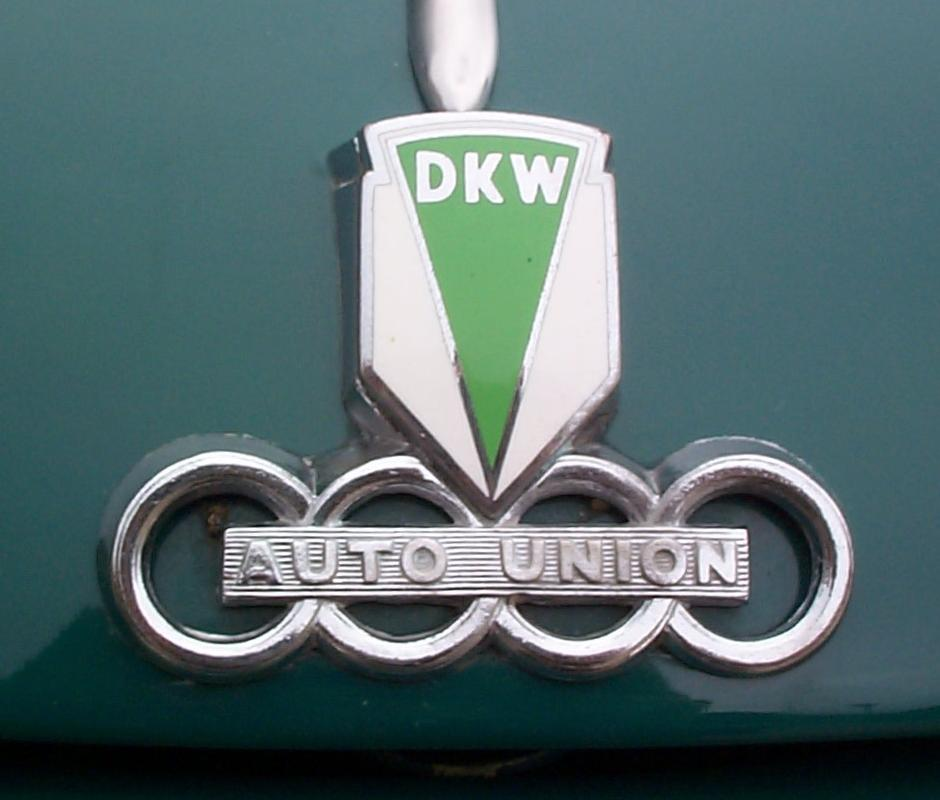
DKW в 1932 стал одним из четырёх марок Auto Union

DKW (произн. дэ-ка-вэ) — Dampf Kraft Wagen — марка немецких автомобилей и мотоциклов. Зарегистрирована в 1916 году, прекратила существование в 1966 году.

## История

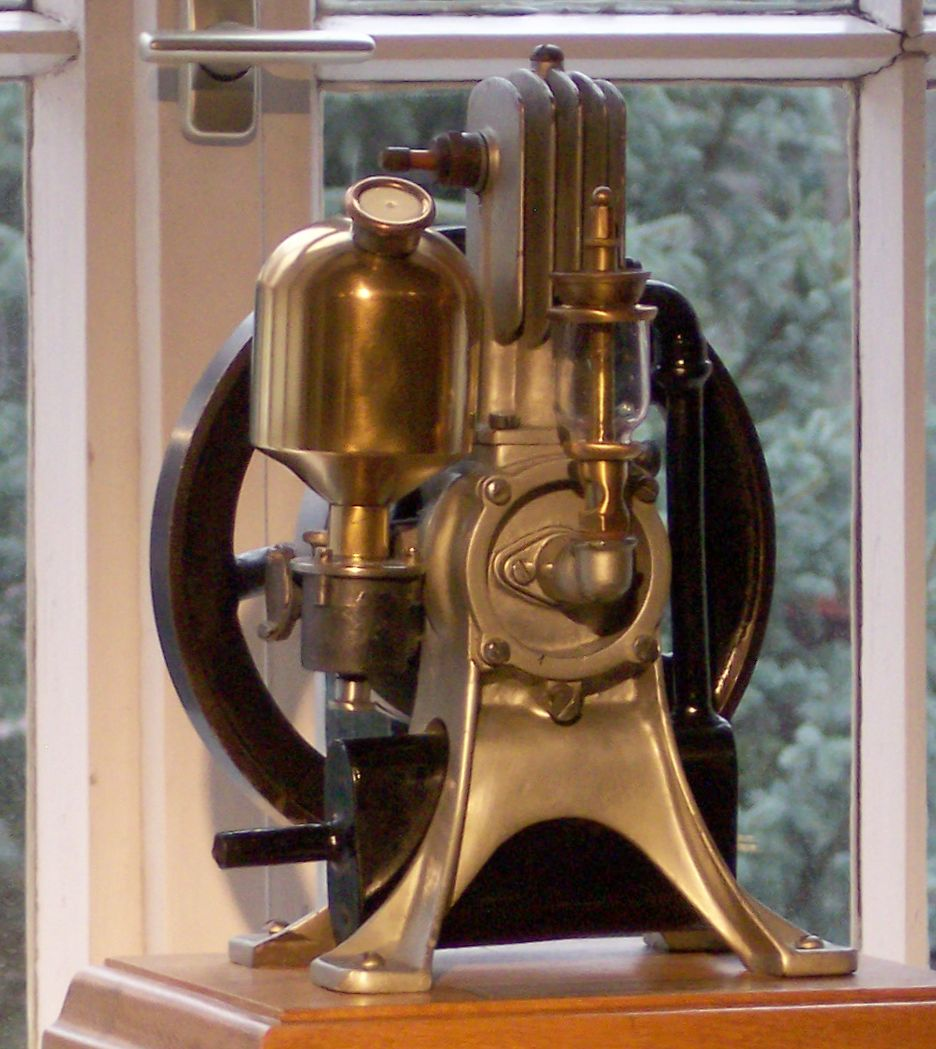
Игрушечный паровой двигатель «Des Knaben Wunsch»

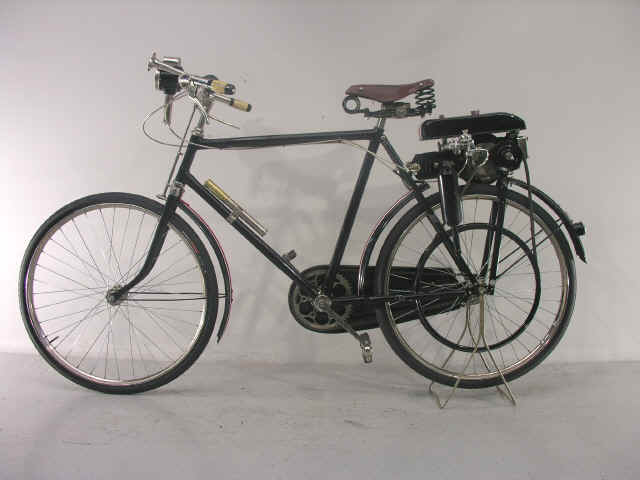
DKW 1 л. с., 1920 г.

### Появление марки
В 1904 году датский инженер Йорген Скафте Расмуссен вместе со своим партнёром Карлом Эрнстом основал компанию «Эрнст и Расмуссен» в городе Хемнице по продаже машин и оборудования всех видов. В 1906 году Расмуссен приобрёл завод в городе Чопау и перенёс туда производство. Офис продаж остался в Хемнице. Компания была ориентирована на продажу широкого ассортимента аксессуаров для паровых двигателей. С 1909 года открывается Rasmussen & Ernst, Zschopau-Chemnitz, Maschinen- und Armaturenfabrik, Apparatebau Anstalt («Расмуссен и Эрнст, Цшопау-Хемниц, предприятие по производству машин, аппаратуры и оборудования»). В 1913 году произошло правовое разделение между Rasmussen und Ernst, и Дж. П. Расмуссен изменил название компании на Zschopauer Motorenwerke J. S. Rasmussen.
В начале Первой мировой войны Расмуссен получил военные контракты. Производство запалов позволило компании расшириться, и в конце 1915 года у Расмуссена было около 480 работников.
В 1916 году Расмуссен начал проект по созданию автомобиля с паровым двигателем, который финансировался за счёт немецких военных властей. После Первой мировой войны интерес к этой технологии угас, и в 1921 году проект был прекращён. Единственное, что осталось от него, были три буквы DKW, запатентованные Расмуссеном как товарный знак.
Одновременно с началом проектирования парового автомобиля компания приобрела права на двухтактный двигатель инженера-механика Хуго Руппе из Апольда рабочим объёмом 18 см³ и мощностью 0,25 л. с., игрушечный бензиновый двигатель «Des Knaben Wunsch» был довольно успешен на рынке.
Хитом продаж в 1921 году стал велосипед со вспомогательным мотором, только в 1921 году было продано более 10 000 штук. Двигатель с объёмом 118 см³ и мощностью 1 л. с. был смонтирован на стойках.

### Начало производства мотоциклов

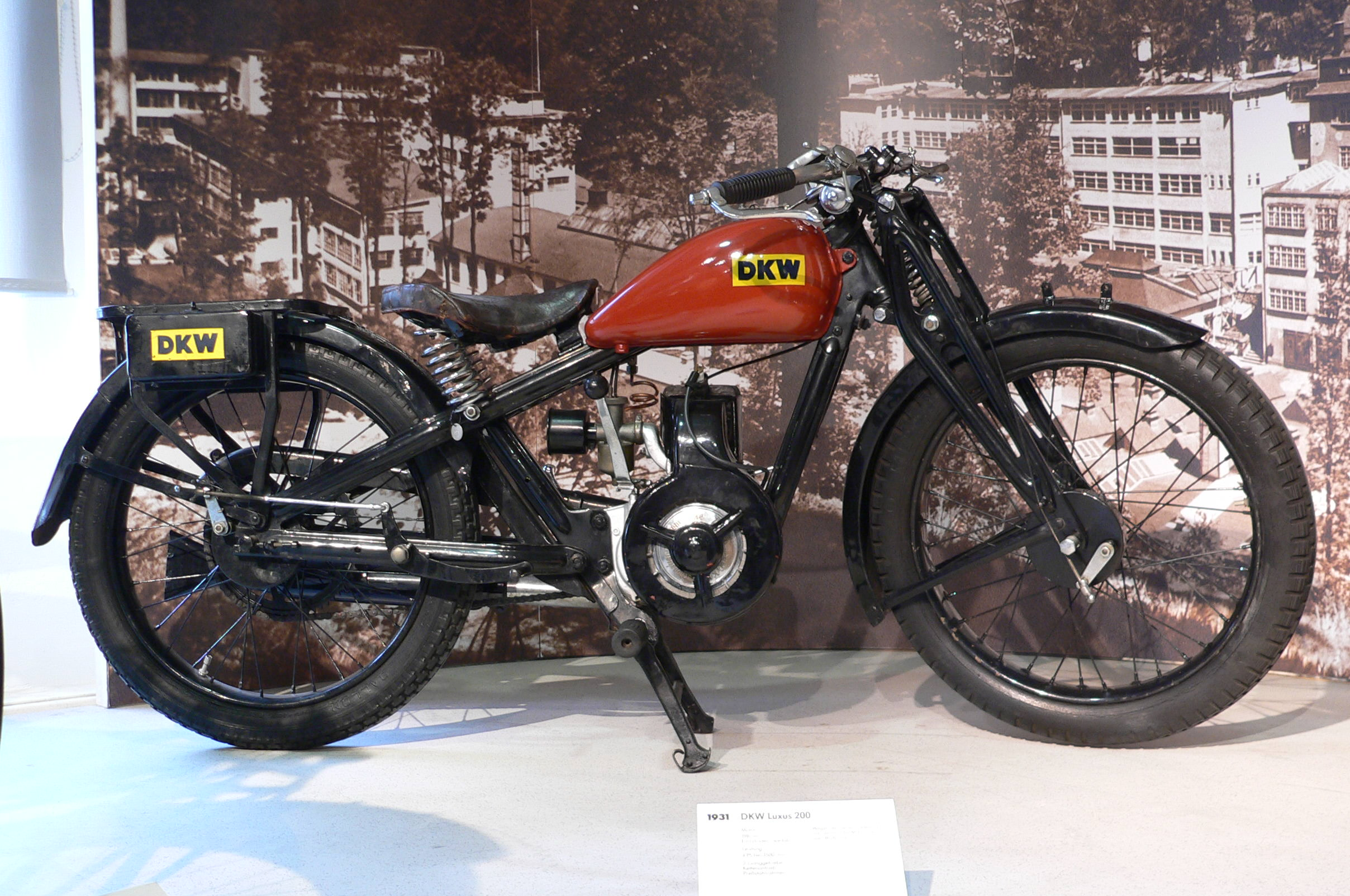
DKW Luxus 200 «Blutblase» 1931 г.

В 1922 году в Цшопау изготовлен первый мотоцикл — «Reichsfahrtmodell» с двигателем рабочим объёмом 142 см³ и мощностью 1,5 л. с.
Наиболее успешной моделью ранних лет был DKW E 206 1925 года выпуска с одноцилиндровым двигателем рабочим объёмом 206 см³, стоимостью 750 рейхсмарок (дешевле, чем аналогичные мотоциклы конкурентов).
С 1928 года стал выпускаться DKW Luxus 200, известный как «пузырь крови» (нем. «Blutblase») из-за окраски бензобака в красный цвет «knallrot». Меньший объём цилиндра (198 см³) был получен за счёт сокращения диаметра цилиндра на миллиметр. Вершиной модельного ряда стал мотоцикл Super Sport 600 с двухцилиндровым двигателем с водяным охлаждением, объёмом 600 см³. В 1934 году был создан DKW RT 100 (98 см³, выпущено 72 000 шт.).
В 1932 году DKW приобрёл лицензию Адольфа Шнюрле (A. Schnürle) из фирмы Deutz на метод петлевой продувки цилиндра двухтактного двигателя и эксклюзивное право его использования в бензиновых двигателях.
В 1939 году пошёл в серию наиболее известный мотоцикл DKW RT 125, который в скором времени стал использоваться вермахтом.
Наиболее известным дизайнером мотоциклов DKW был Герман Вебер, перешедший из фирмы Hugo Ruppe в 1920 году.
Расмуссен использовал новую расшифровку своей фирмы DKW: Des Knaben Wunsch с нем. — «Мечта мальчишек» для игрушечных моторов. Лёгкие мотоциклы расшифровывались: Das Kleine Wunder с нем. — «Маленькое чудо».

### Автомобили DKW до Второй мировой Войны

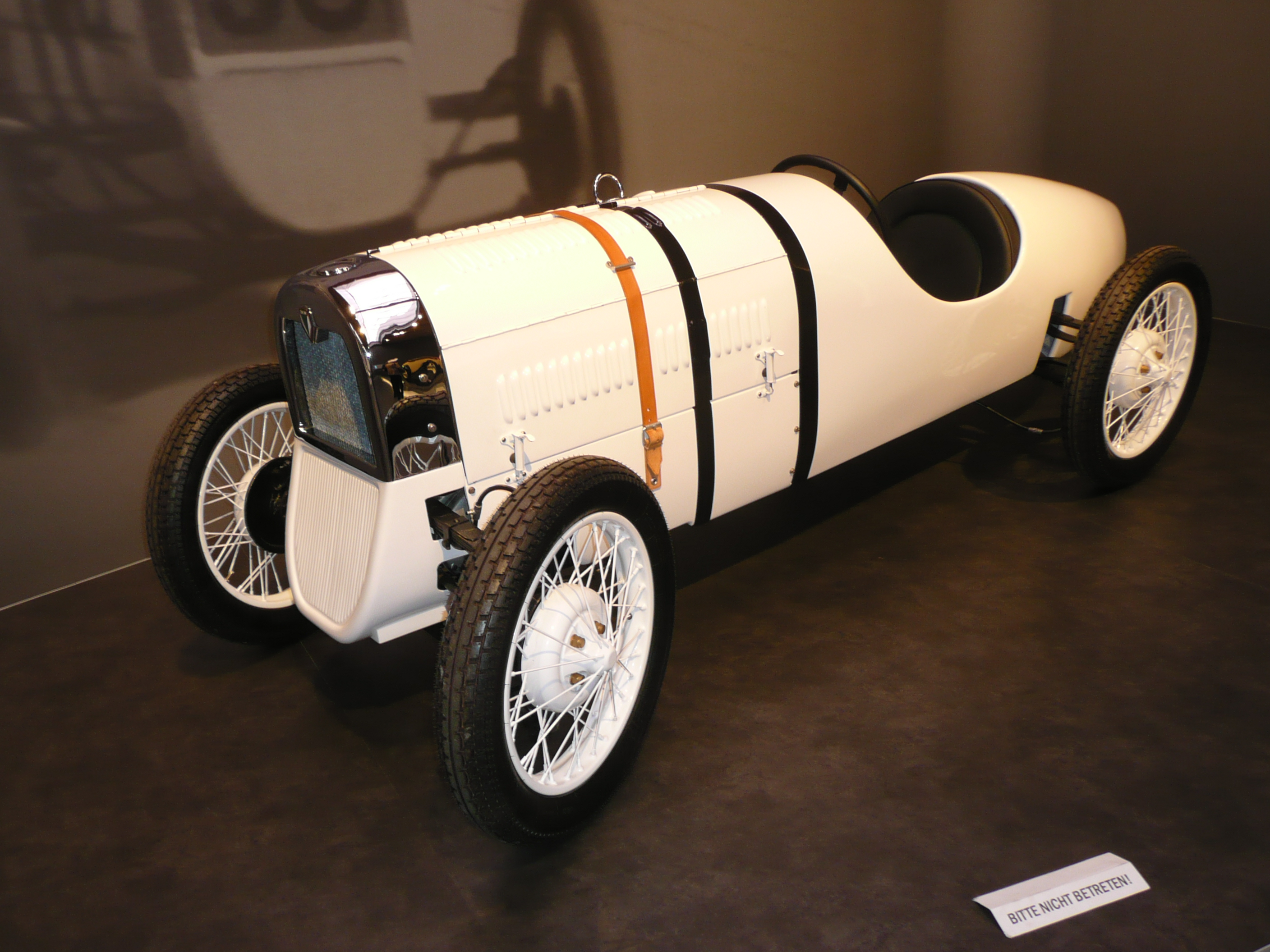
DKW F1 Rennwagen

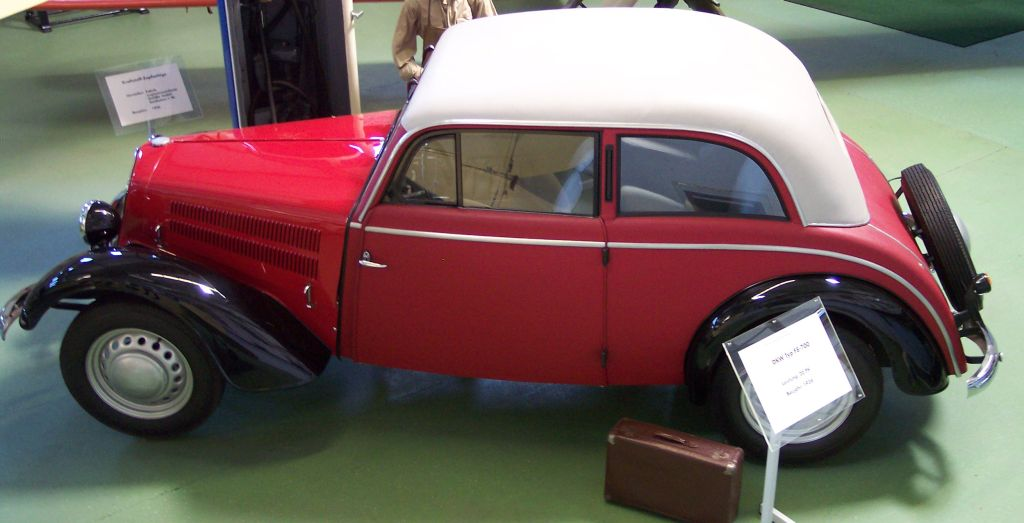
DKW F8-700

Автомобили DKW производились с 1928 по 1966 год. Все они использовали двухтактные двигатели. В 1931 году компания стала первопроходцем в использовании привода передних колёс. Наиболее известные автомобили до Второй мировой войны имели марки от F1 до F8, передний привод колёс и поперечно смонтированный двухцилиндровый двигатель. Рабочий объём двигателя составлял 600 или 700 см³, мощность составляла от 18 до 20 л. с. Эти модели также отличались наличием династартера. У автомобиля был клееный цельнодеревянный кузов. Эта особенность послужила поводом ещё одной расшифровки ДКВ в СССР — Дерево-Клей-Вода. Именно отсутствие листового металла в конструкции кузова обеспечило крупносерийный выпуск ДКВ в связи с дефицитом этого материала в послевоенной Германии.
Также выпускались менее известные серии заднеприводных автомобилей Schwebeklasse и Sonderklasse с V-образными 4-цилиндровыми двухтактными двигателями. Рабочий объём этого двигателя составлял 1000 см³, позже — 1100 см³.
В 1939 году появились прототипы первых трёхцилиндровых двигателей. Двигатель рабочим объёмом 900 см³ развивал мощность 30 л. с. Этот прототип был запущен в производство только после Второй мировой войны сначала как IFA F9 (впоследствии «Вартбург») в Цшопау, а вскоре после этого — как F91 от DKW (Дюссельдорф).

### Слияние с Auto Union
Начиная с 1928 года DKW и Zschopauer Motorwerke J. S. Rasmussen AG, становятся крупнейшим производителем мотоциклов в мире (65 000 мотоциклов). В том же году Расмуссен приобрёл завод Audi в Цвиккау. Основным инвестором был саксонский Госбанк с 25 % участием DKW. Но DKW во время Великой депрессии оказался в жёстких финансовых условиях, и доктор Рихард Брун (Richard Bruhn) из Государственного Банка и Расмуссен разработали план объединения DKW и Audi в компанию Auto Union AG, куда также вошли производитель роскошных автомобилей Horch и производитель автомобилей среднего класса Wanderer.
Несмотря на новый бренд, DKW и другие торговые марки сохранили свои фирменные наименования. Логотипы были дополнены четырьмя кольцами Auto Union. Только автомобили для гонок Гран-при выпускались под брендом Auto Union (Auto-Union-Rennwagen).

### Автомобили DKW после Второй мировой войны

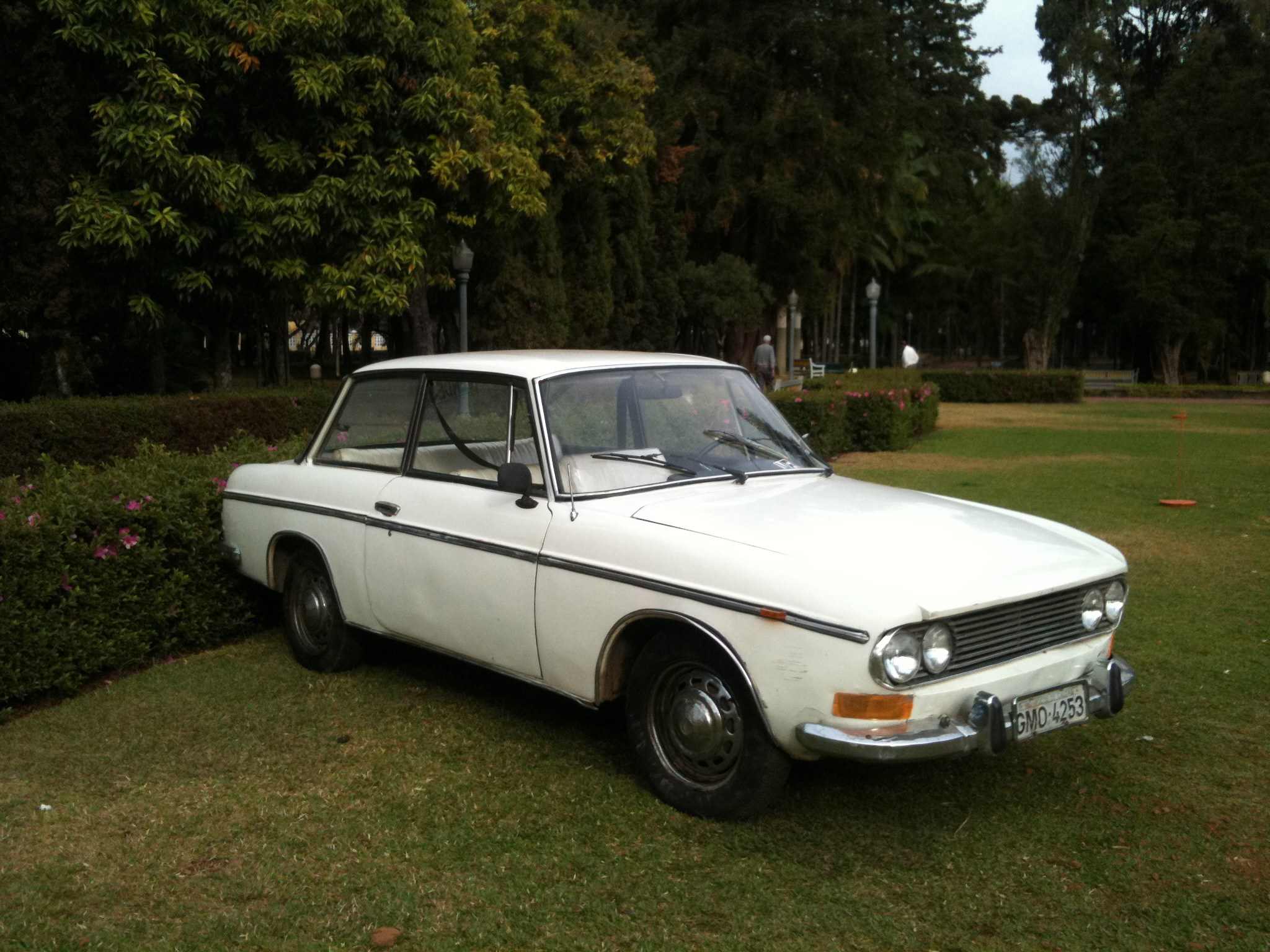
1967 DKW-Vemag Fissore

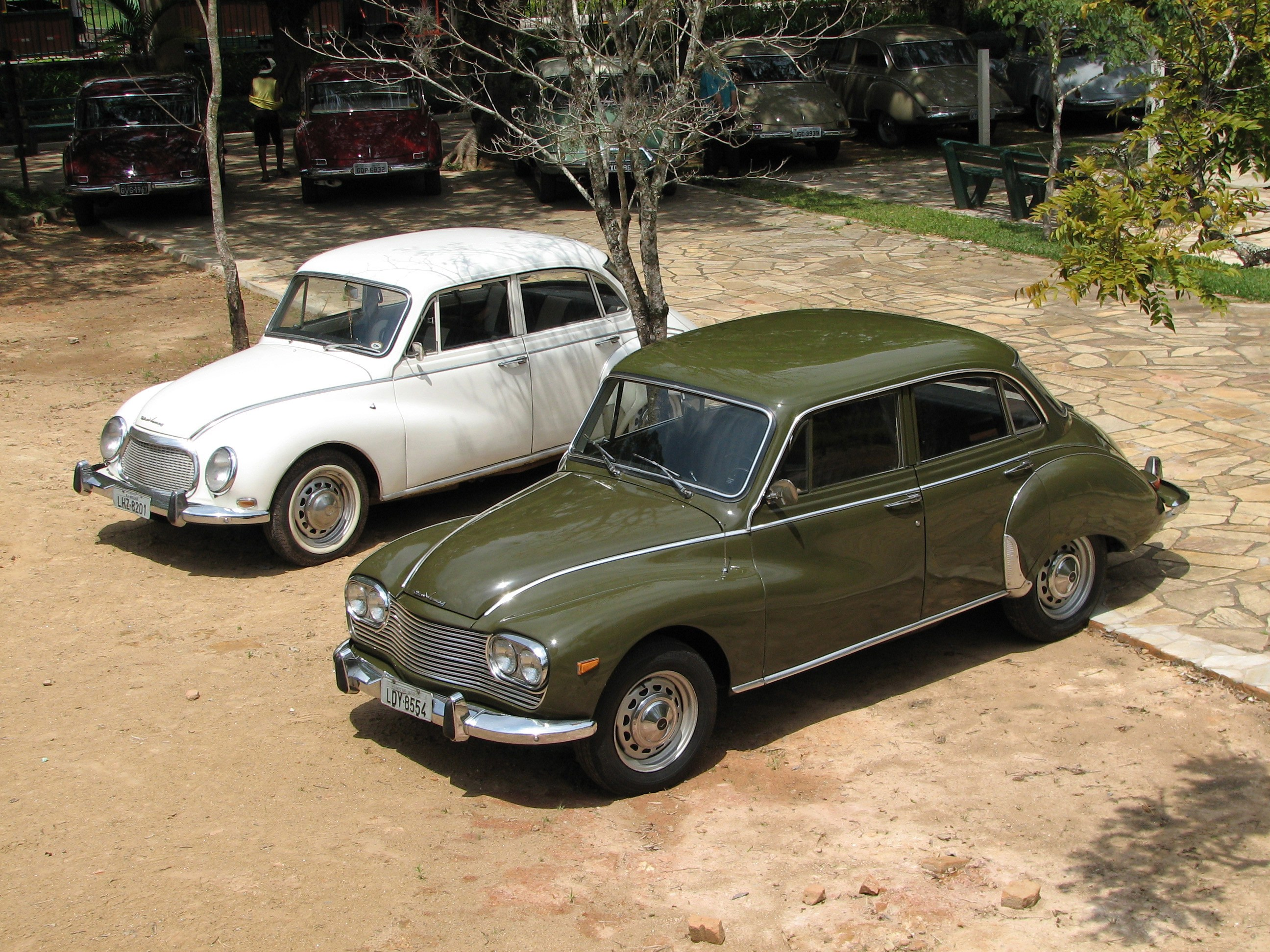
1967 DKW-Vemag Belcar и 1964 DKW-Vemag Belcar

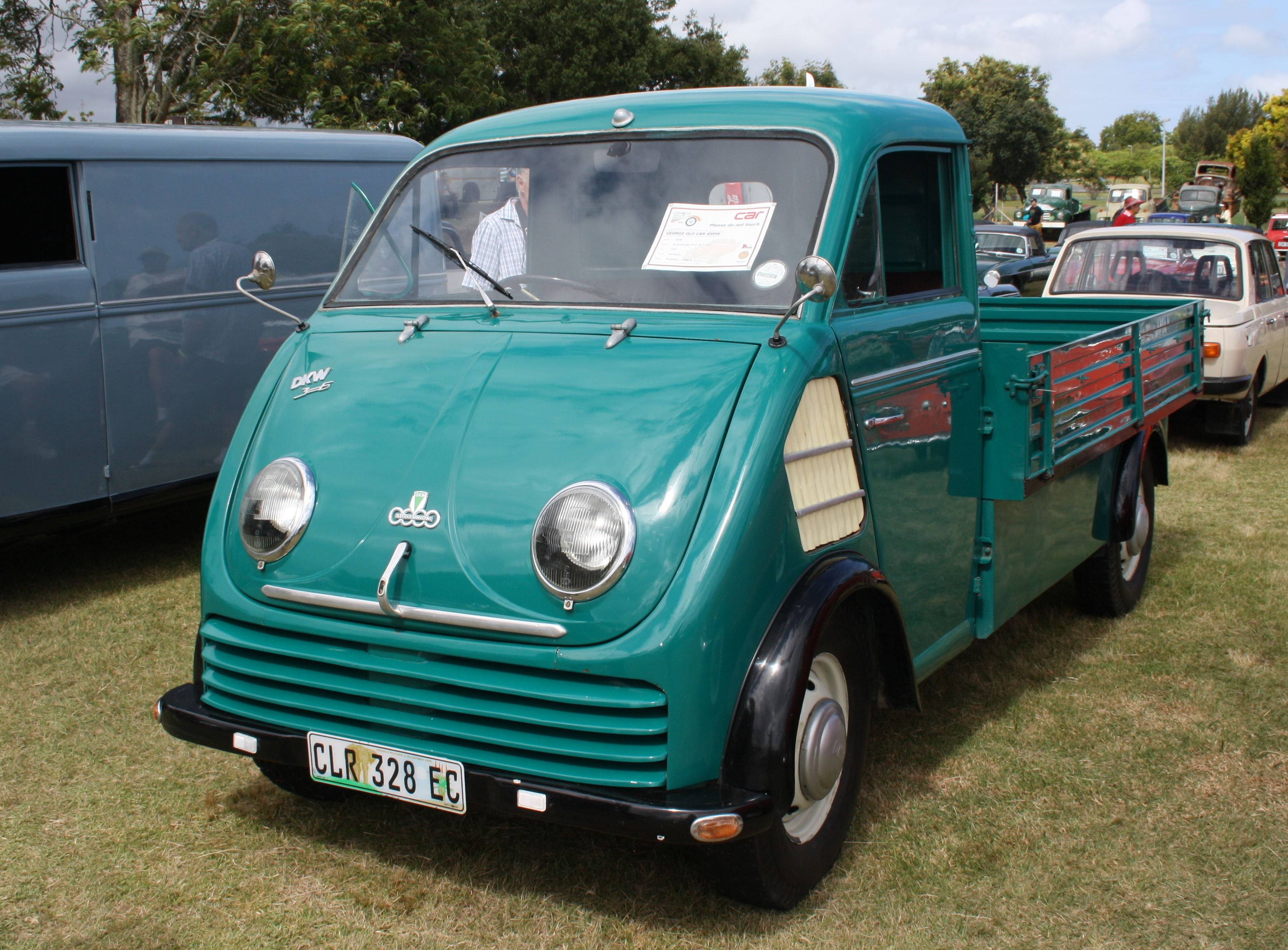
1957 DKW Schnellaster Рickup

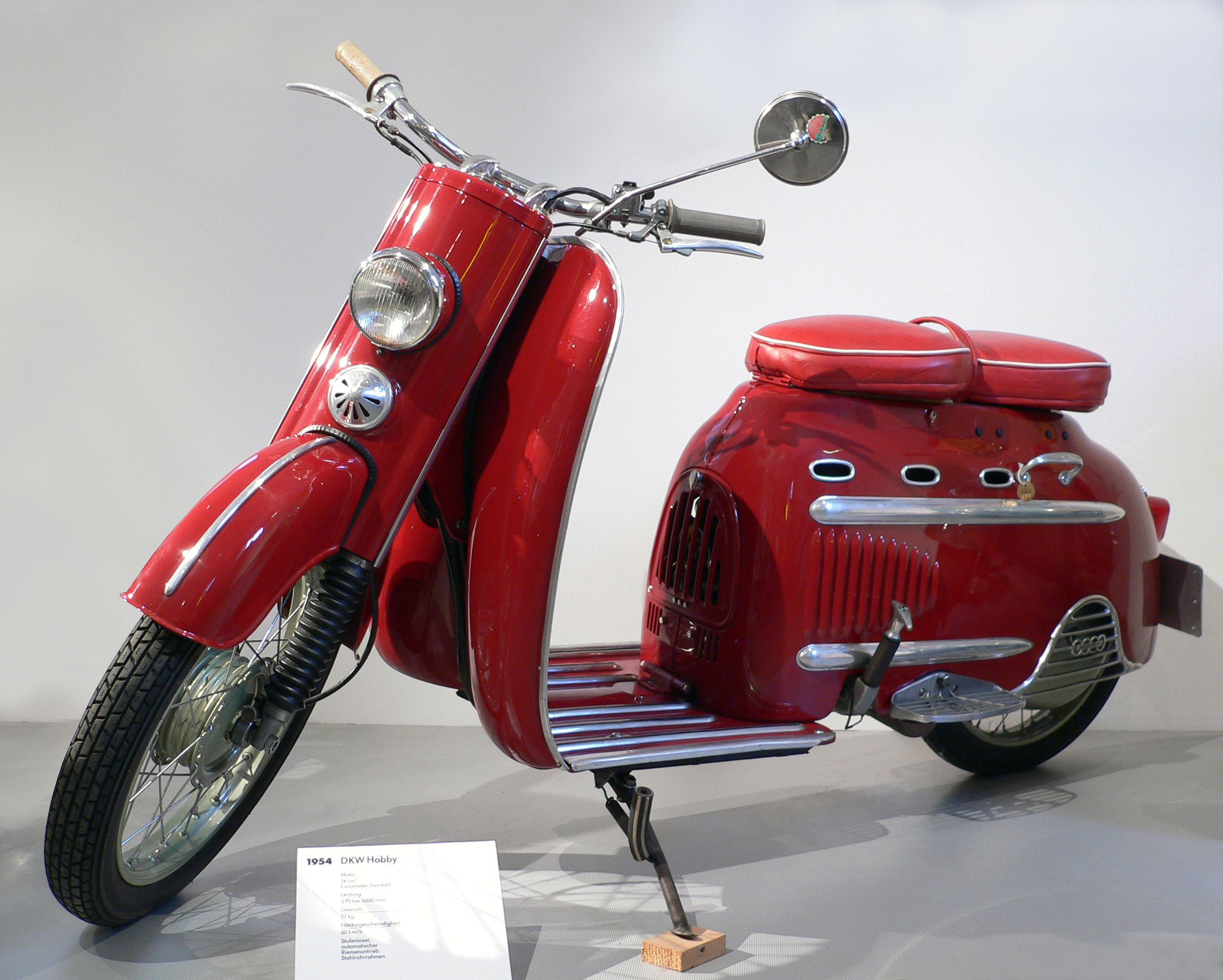
DKW Moto

DKW, как и Auto Union, первоначально находилась в Саксонии, которая после Второй мировой войны вошла в состав Германской Демократической Республики. Оказавшиеся там заводы в городах Цшопау и Цвиккау были национализированы и выпускали изначально довоенные модели F8 и F9 под маркой IFA. Впоследствии были освоены и новые, более современные автомобили, например Wartburg и Trabant.
Однако, известный бренд возродился в Западной Германии. Через некоторое время, в 1949 году, компания зарегистрировалась в ФРГ, сначала в качестве поставщика запасных частей, но вскоре занялась производством мотоцикла RT125 и недавно разработанных фургонов Schnellaster F800. Их первая линия производства находилась в Дюссельдорфе. Это фургон использовал двигатель довоенного F8.
Первым легковым послевоенным автомобилем стал F89, в нём использовались части от прототипа F9 и довоенного F8. В дальнейшем на него стал устанавливаться 3-цилиндровый двигатель от F91. F91 находился в производстве с 1953 по 1955 года и был заменён несколько более крупным F93 в 1956 году. F91 и F93 имели 3-цилиндровый двухтактный двигатель объёмом 900 см³ мощностью 34 л. с., позже — 38 л. с.
F93 производился до 1959 года и был заменён AU1000. Эта модель с 1000-кубовым двухтактным двигателем, мощностью 44 л. с. (или 50 л. с. в S версии) выпускалась до 1963 года. В течение этого переходного периода производство было переведено из Дюссельдорфа в Ингольштадт, где до сих пор и находится производство Audi. С 1957 года эти автомобили могли оснащаться автоматическим сцеплением. Последние версии AU1000S имели дисковые тормоза. Спортивный 2+2-местный вариант (AU1000 Sp) выпускался с 1957 по 1964 года, первые годы лишь с кузовом типа «Купе», а с 1962 года со съёмной крышей.
В 1956 году в небольших масштабах производства был выпущен очень редкий DKW Monza. Это спортивный, двухместный автомобиль на базе F93. Автомобиль получил своё окончательное название от названия автодрома «Монца» в Италии, где он установил несколько рекордов скорости в ноябре 1956 года. В классе G по FIA он установил ряд новых рекордов, из них: 48 часов со средней скоростью 140,961 км/ч, 10 000 км со средней скоростью 139,453 км/ч и 72 часа при средней скорости 139,459 км/ч. Общее число произведённых автомобилей DKW Monza составило около 230 штук, производство прекратилось к концу 1958 года.
Более успешным легковым автомобилем был Junior из серии F12. Базовая модель выпускалась с 1959 по 1961 год, Junior de Luxe с 1961 по 1963 год, F11 и F12 с 1963 по 1965 год и F12 Roadster с 1964 по 1965 год.
Все 3-цилиндровые двухтактные двигатели послевоенных автомобилей имели большой спортивный потенциал и сформировали основу для многих побед в ралли 50-х и начале 60-х годов. Это сделало DKW наиболее выигрышным автомобилем в европейской ралли-лиге на протяжении нескольких лет.
В 1960 году DKW выпустил двухтактный двигатель V6 с рабочим объёмом 1000 см³ — конструктивно два трёхцилиндровых с общим картером. Со временем рабочий объём увеличивался, до окончательных 1300 см³ в 1966 году. 1300-кубовая версия развивала 83 л. с. при 5000 об/мин с использованием стандартной конфигурации с двумя карбюраторами. Четырёхкарбюраторная версия развивала 100 л. с., а шестикарбюраторная версия выдавала 130 л. с. Двигатель был очень лёгким и весил всего 84 кг. V6 планировалось использовать в Munga и F102. Около 100 двигателей V6 были построены в целях тестирования и 13 для DKW F102, а также некоторые Munga были оснащены двигателем V6 в 1960 году.
Последним автомобилем DKW был F102, выпускавшийся с 1964 года в качестве замены для AutoUnion 1000. Эта модель является прямым предшественником первого послевоенного Audi F103. Основное различие заключается в том, что Audi использует обычные четырёхтактные двигатели.
В период между 1957 и 1967 годами завод Vemag выпускал некоторые модели автомобилей DKW в Бразилии. Завод Vemag вошёл в группу Volkswagen AG в 1967 году.

### Мотоциклы DKW после 1945 года

Плакат, иллюстрирующий прочность деревянного кузова DKW F4, 1934 г.

Рекламный плакат мотоциклов ДКВ. 1929

На главном заводе Цшопау с 1950 года начато производство мотоциклов RT 125 под маркой Industrieverband Fahrzeugbau (IFA). В 1956 году завод переименован в VEB Motorradwerk Zschopau (MZ).
В западной Германии создано новое производство в Ингольштадте — вновь с названием DKW (с 1949 года). В Ингольштадте выпускался мотоцикл DKW RT 125 W (W означает West (Запад)). В 1958 году налажено производство мотоциклов в Нюрнберге моделей RT 175 VS и RT 200 VS.

## Модели автомобилей DKW
- DKW 3=6 (F93)
- DKW Monza (F93)
- DKW (Auto Union) 1000 Sp
- DKW F1 (1931—1932)
- DKW F2 (1932—1935)
- DKW F4 (1934—1935)
- DKW F5 (1935—1937)
- DKW F7 (1936—1939)
- DKW F8 (1939—1942)
- DKW F9 (1949—1956)
- DKW F89
- DKW F91
- DKW F92
- DKW F102 (1963—1966)
- DKW Munga (1956—1968)
- DKW Junior
- DKW Drews spyder
- DKW Sauter Special
- DKW Enzmann
- DKW Fissore
- DKW Malzoni GT
- DKW CD Manzel LeMans
- DKW van (DKW-Schnelllaster)
- DKW Rome-Berlin[2]

## Галерея

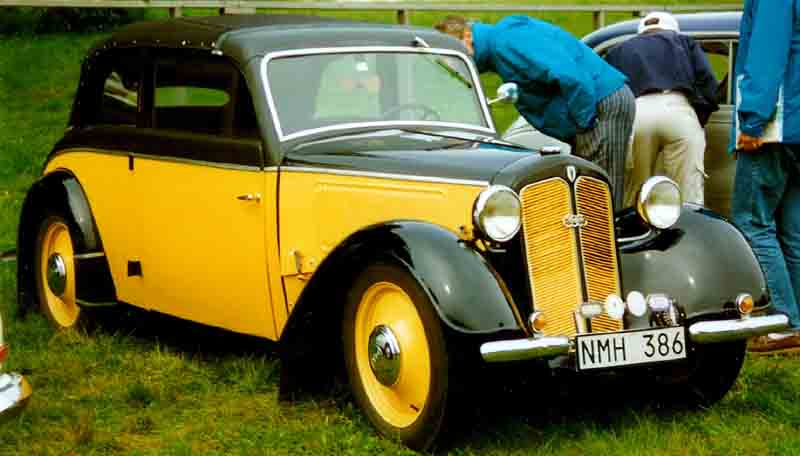
DKW F7 Reichsklasse Limousine (1937)
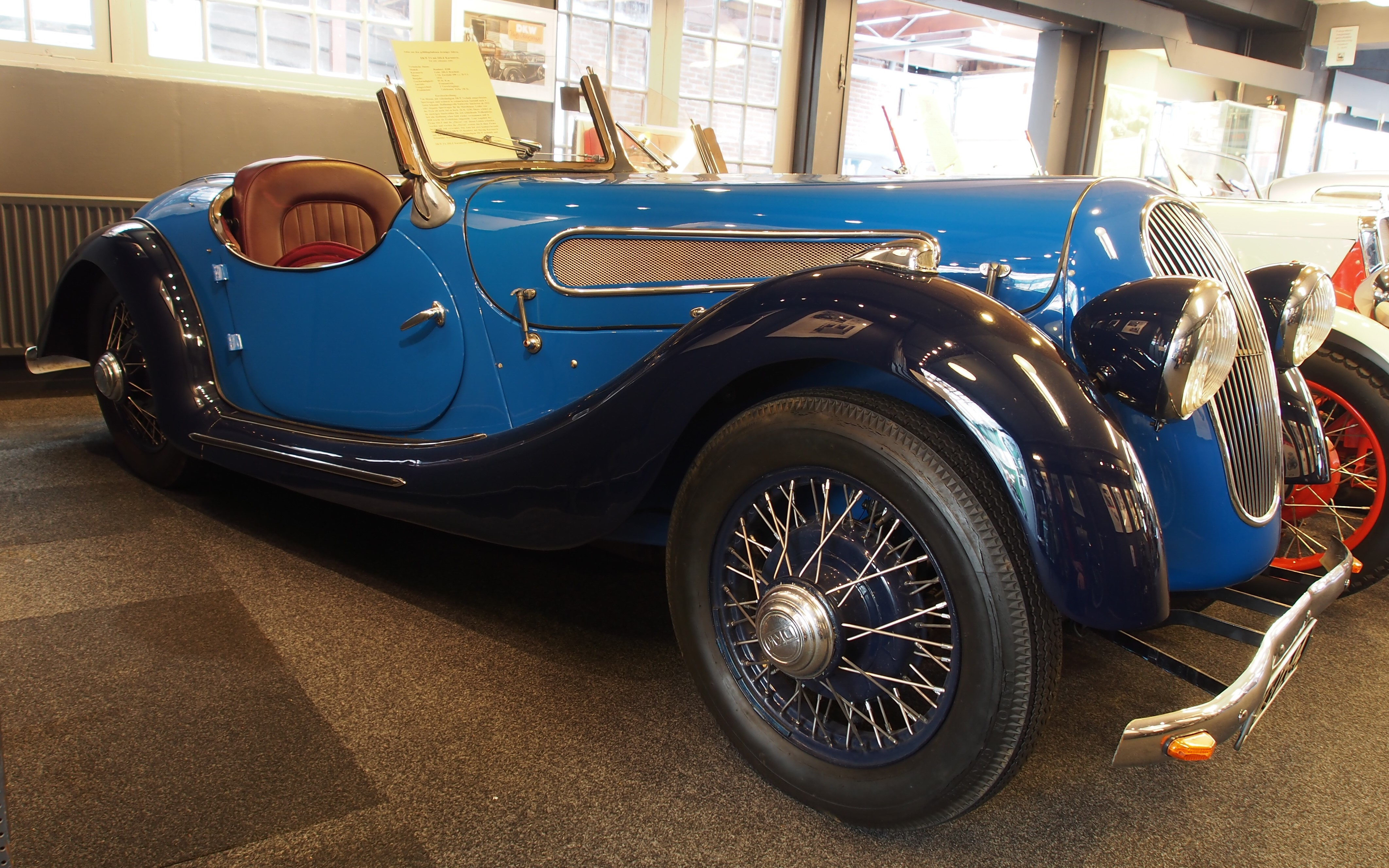
DKW F4
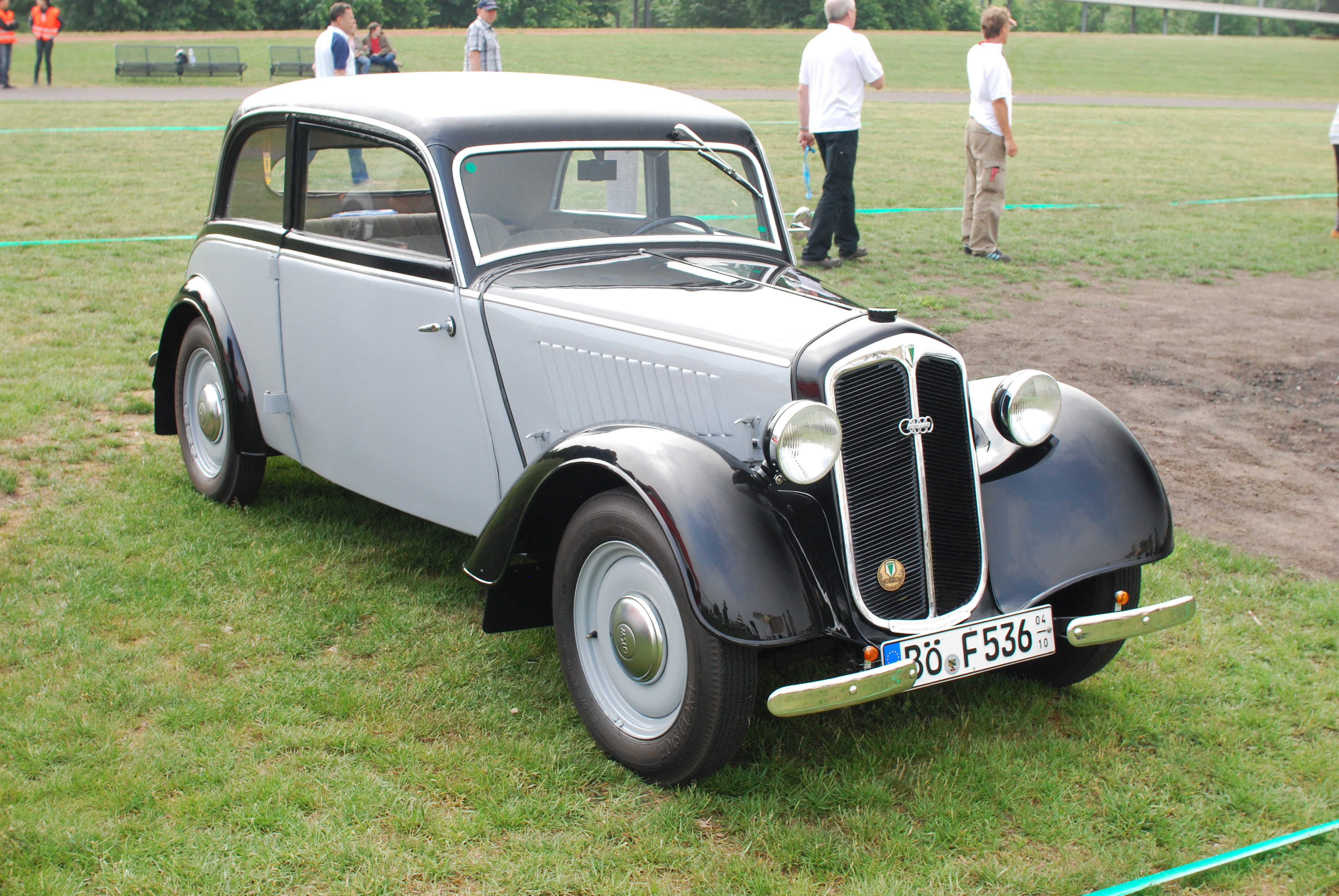
DKW F8
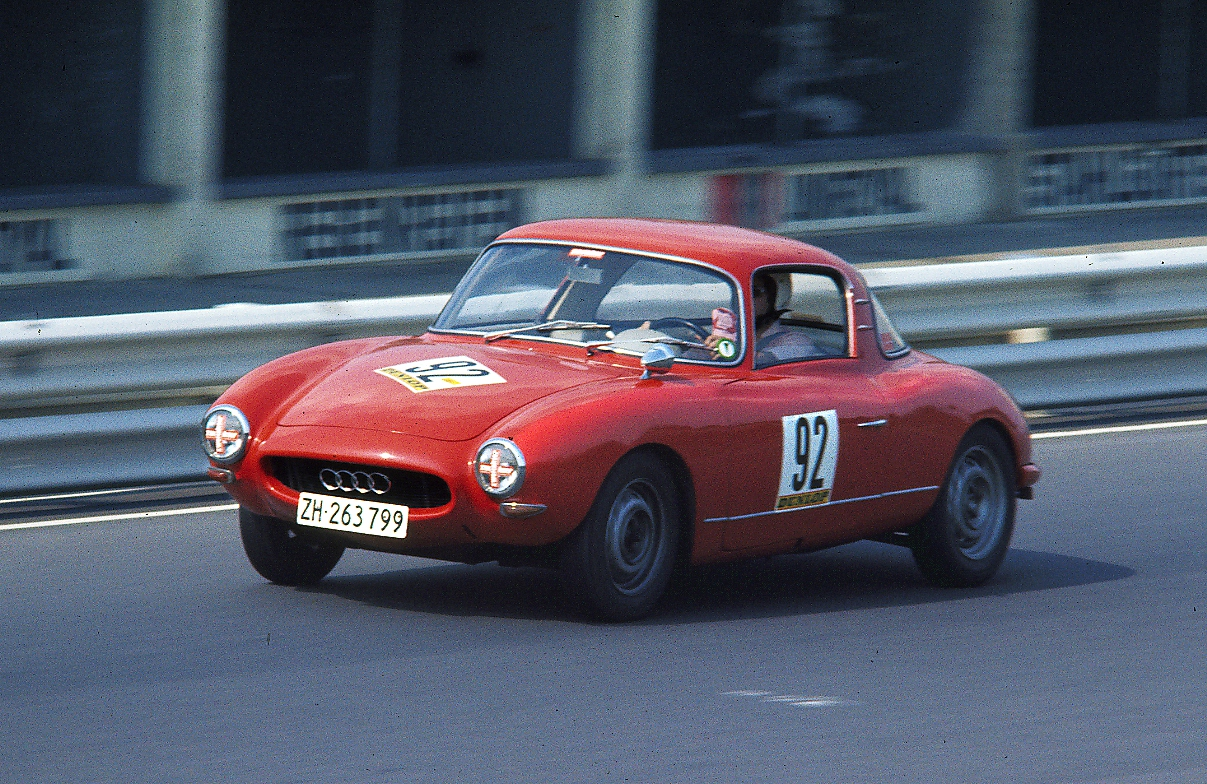
DKW Monza
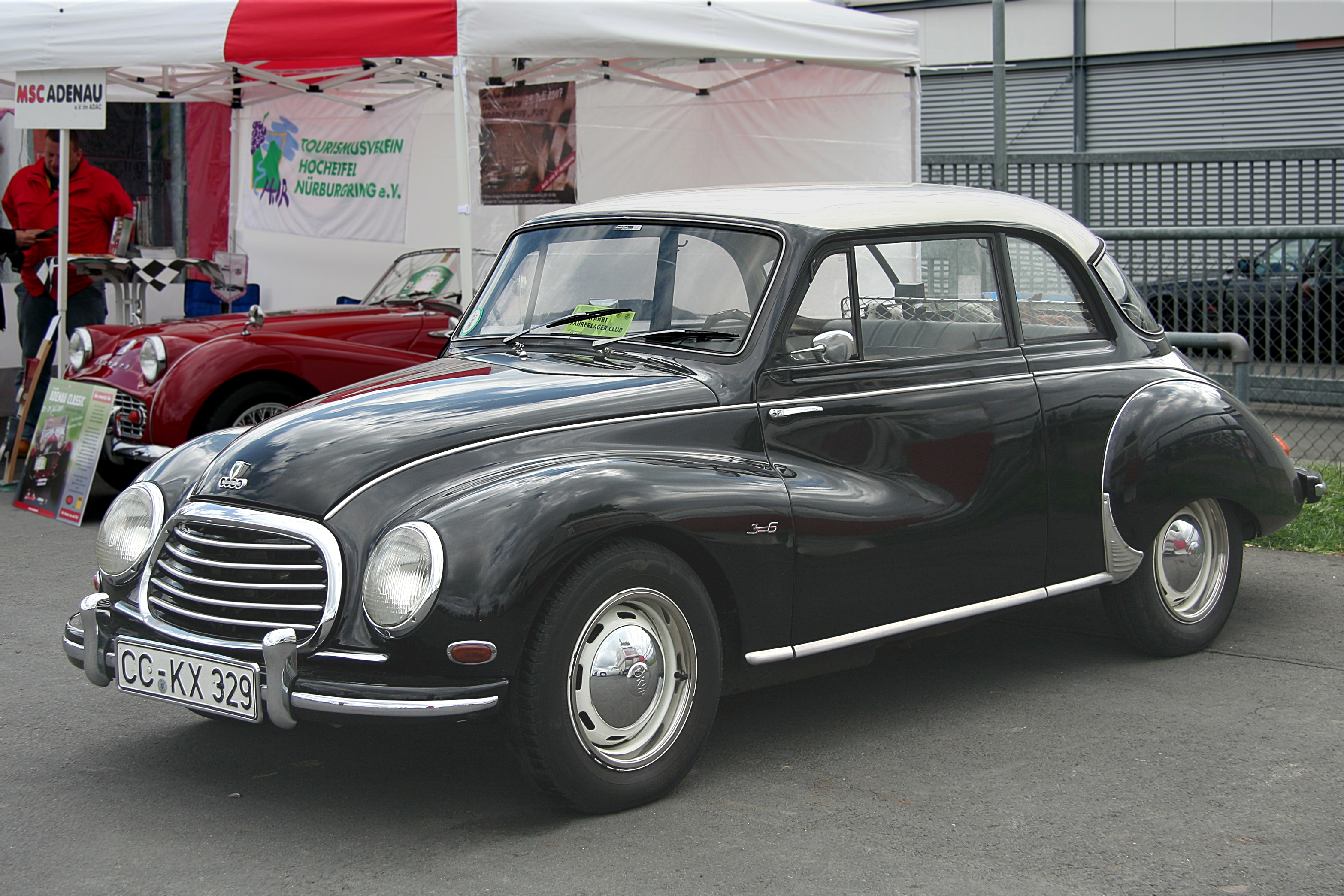
DKW 3=6 (F93)
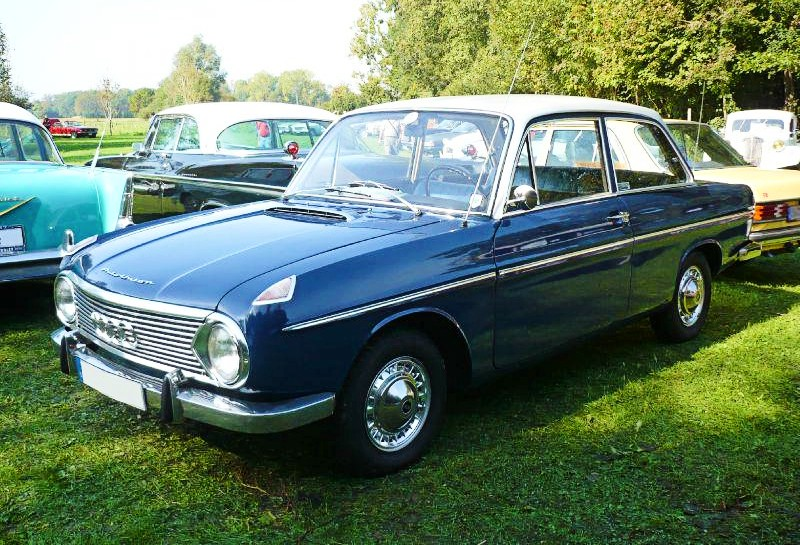
DKW F102
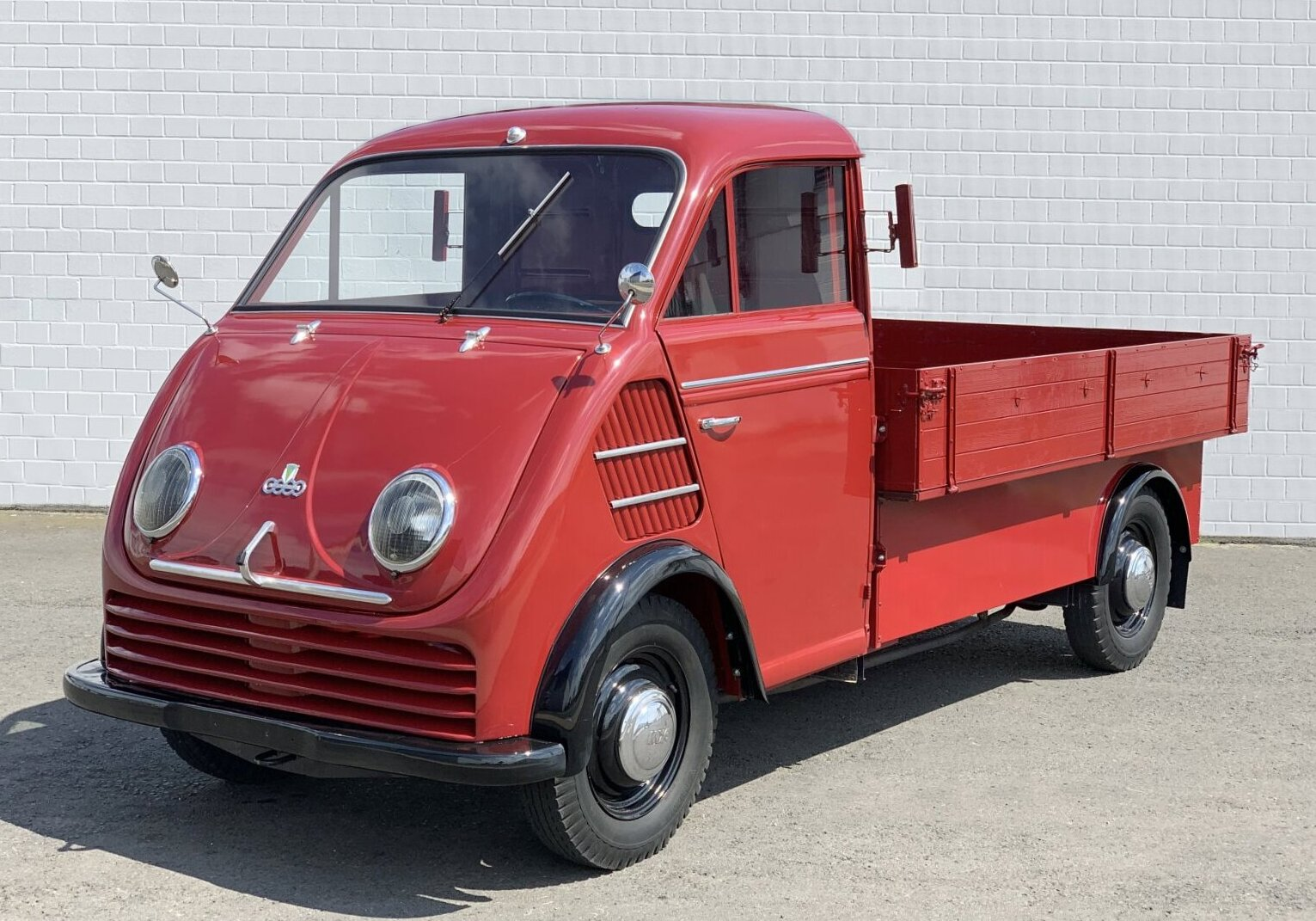
1957 DKW Schnellaster Рickup
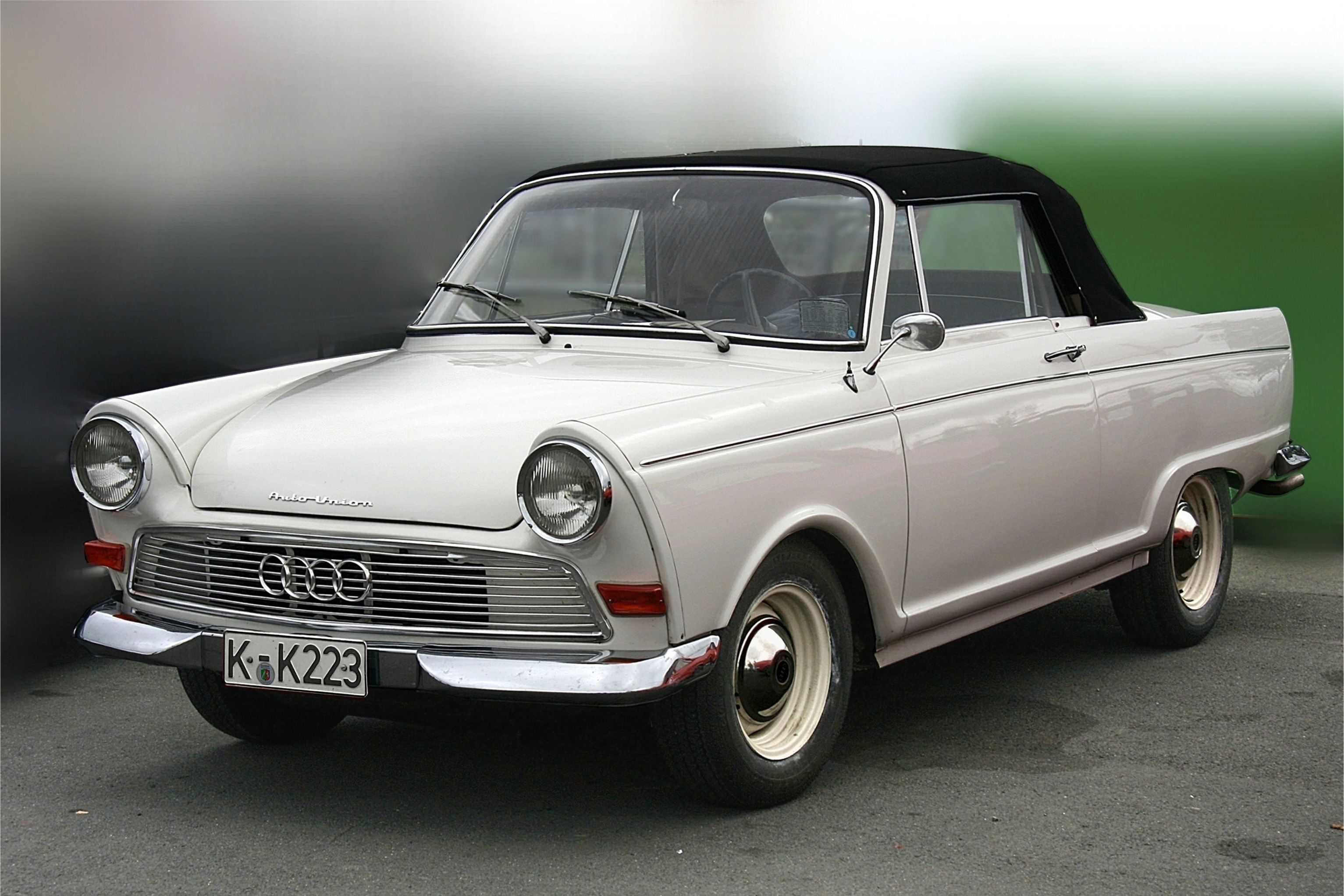
DKW F12 Roadster
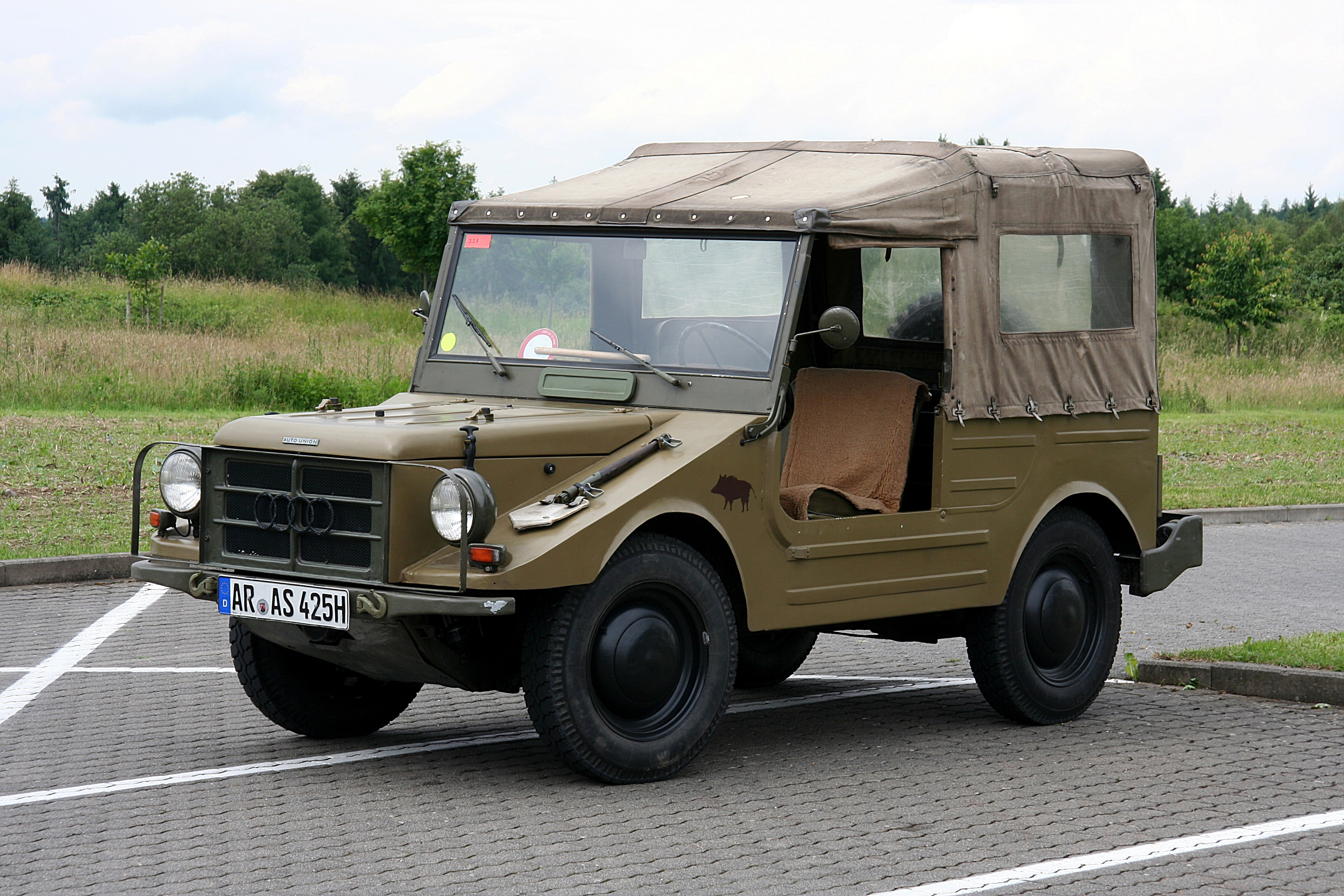
DKW Munga
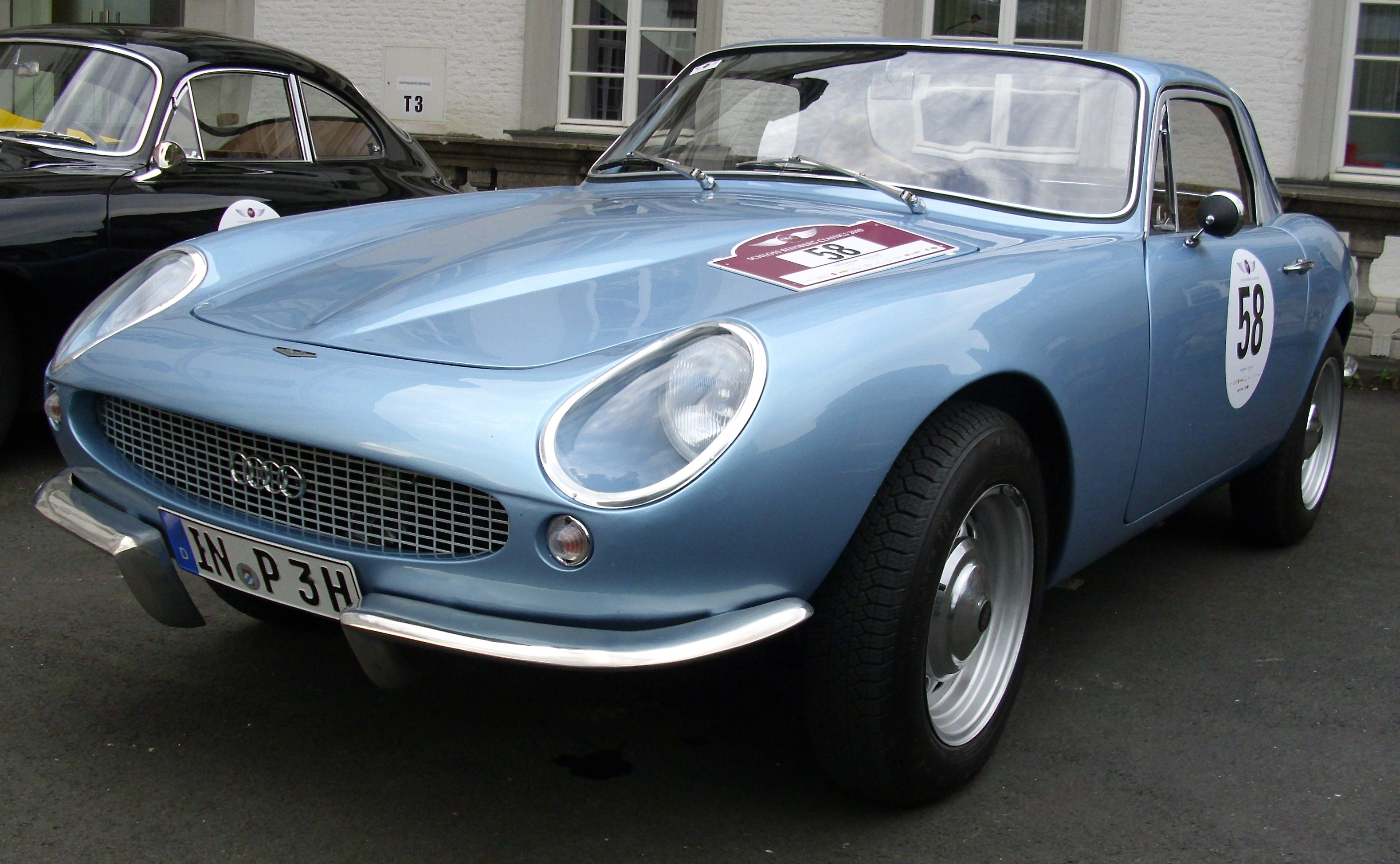
DKW Malzoni GT

## Модели мотоциклов DKW
Модельный ряд мотоциклов DKW составляет более 50 наименований.
- DKW Golem
- DKW KM 200
- DKW KS 200
- DKW SB 200
- DKW SB 350
- DKW SB 500
- DKW ZS 500
- DKW ZSW 500 (с жидкостным охлаждением)
- DKW SS 600 (с жидкостным охлаждением)
- DKW Sport 250
- DKW NZ 250
- DKW NZ 350
- DKW NZ 350-1
- DKW NZ 500
- DKW JS 500
- DKW RT 100
- DKW RT 125
- DKW RT 175
- DKW RT 200
- DKW RT 250 H
- DKW RT 350 S
- DKW Hobby-Roller
- DKW Hummel

### Галерея

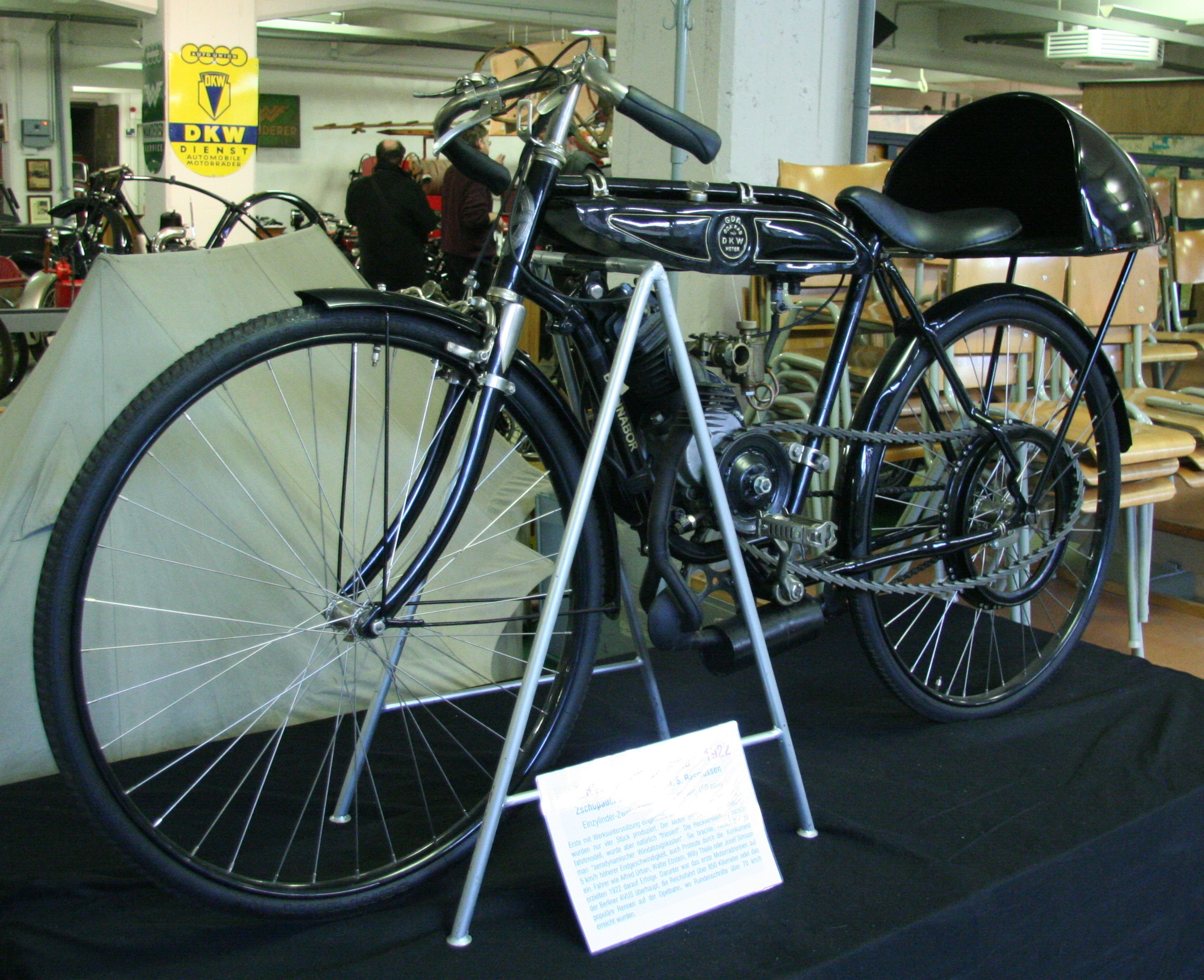
DKW-Rennmaschine von 1922
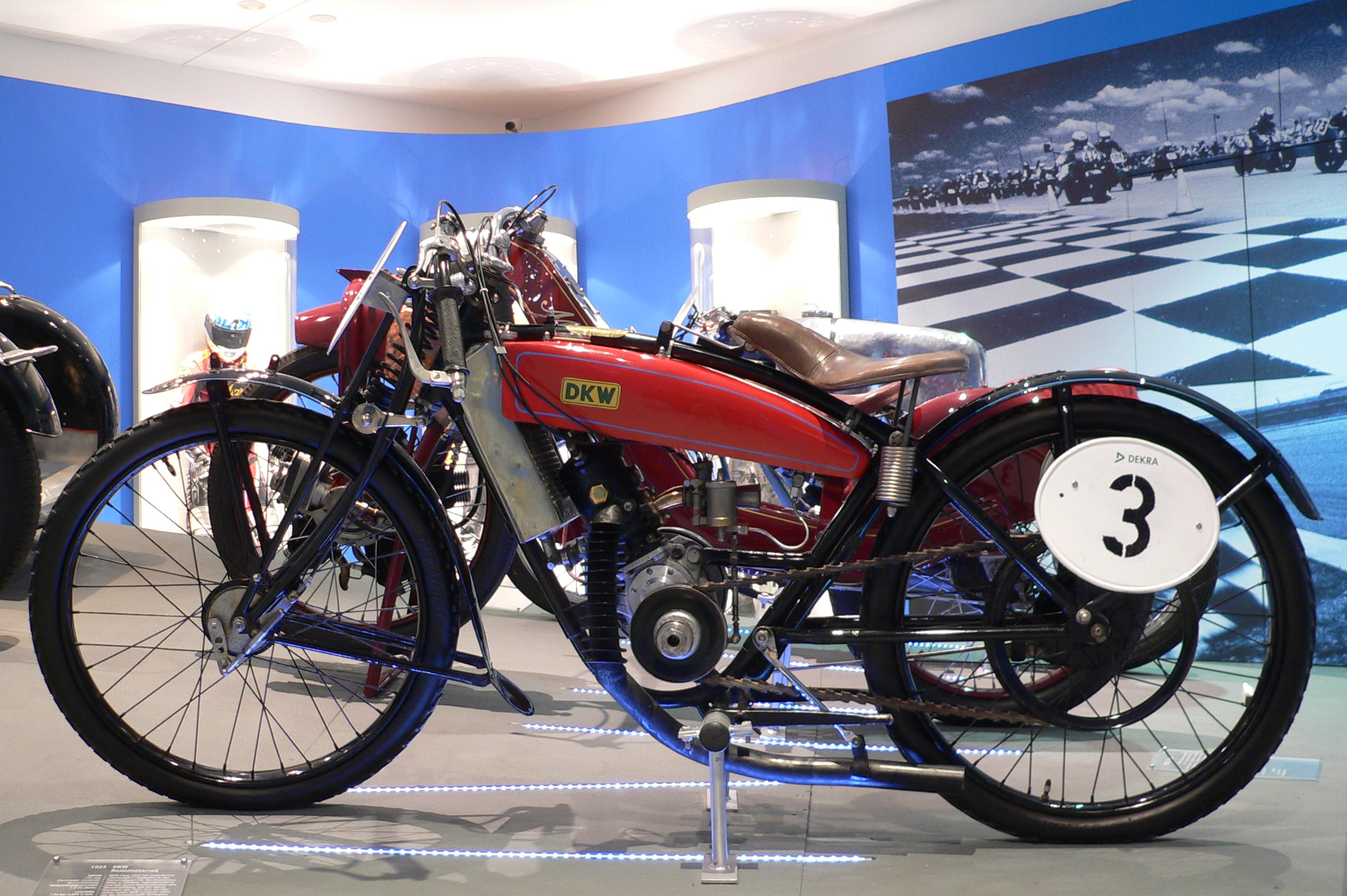
DKW-Rennmaschine von 1925
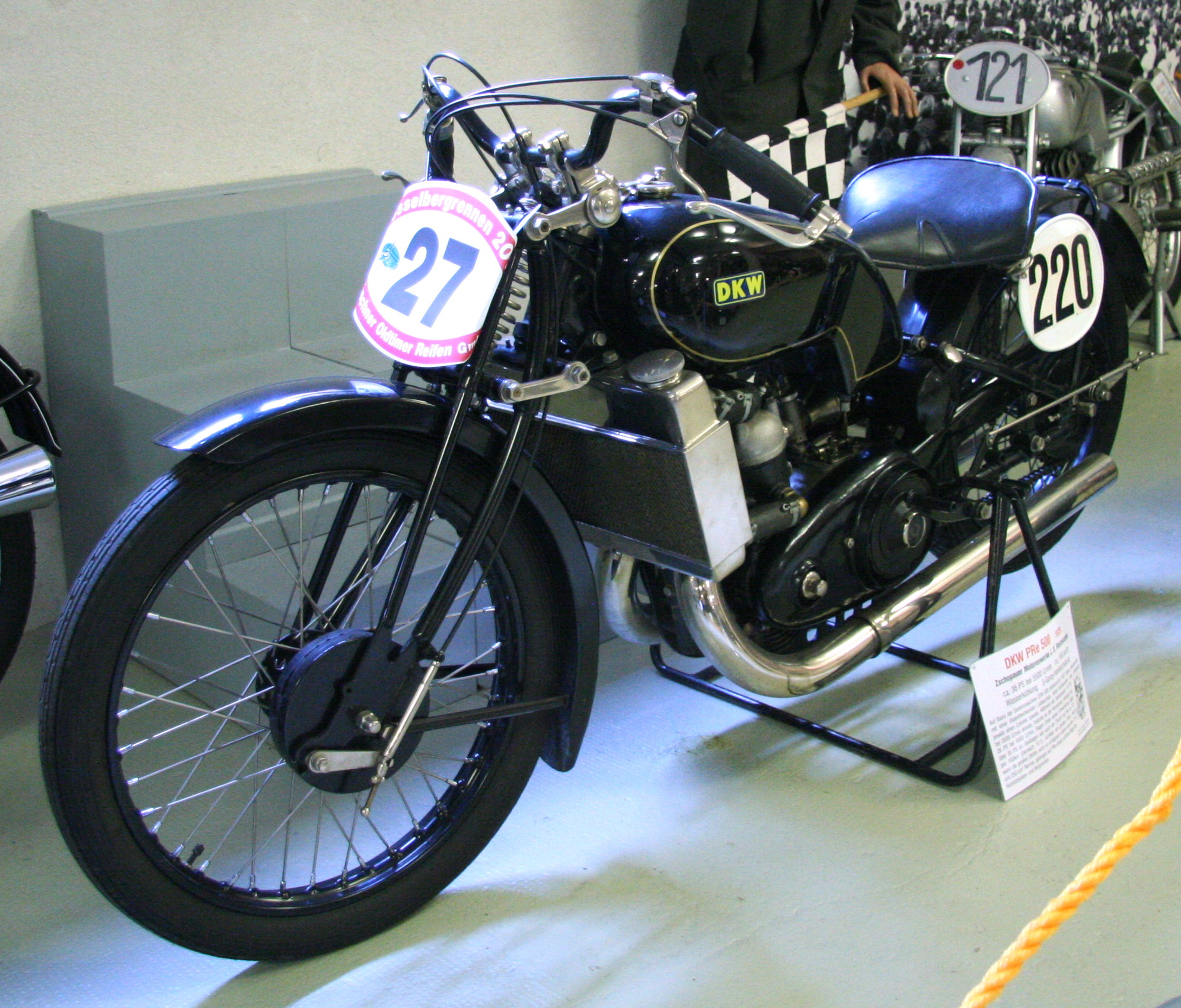
DKW-Rennmaschine PRe 500 (1929)
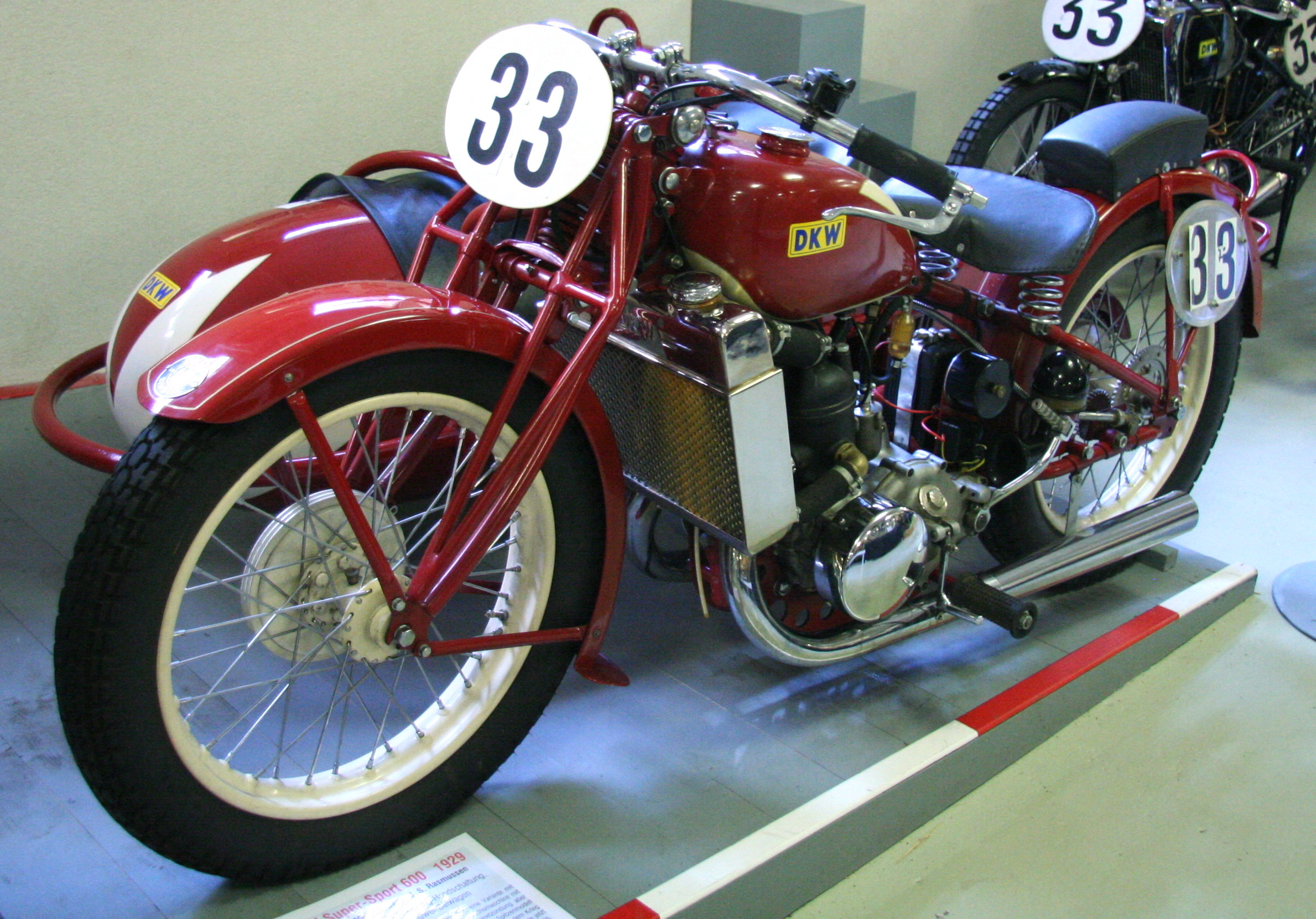
DKW SS 600 (1929)
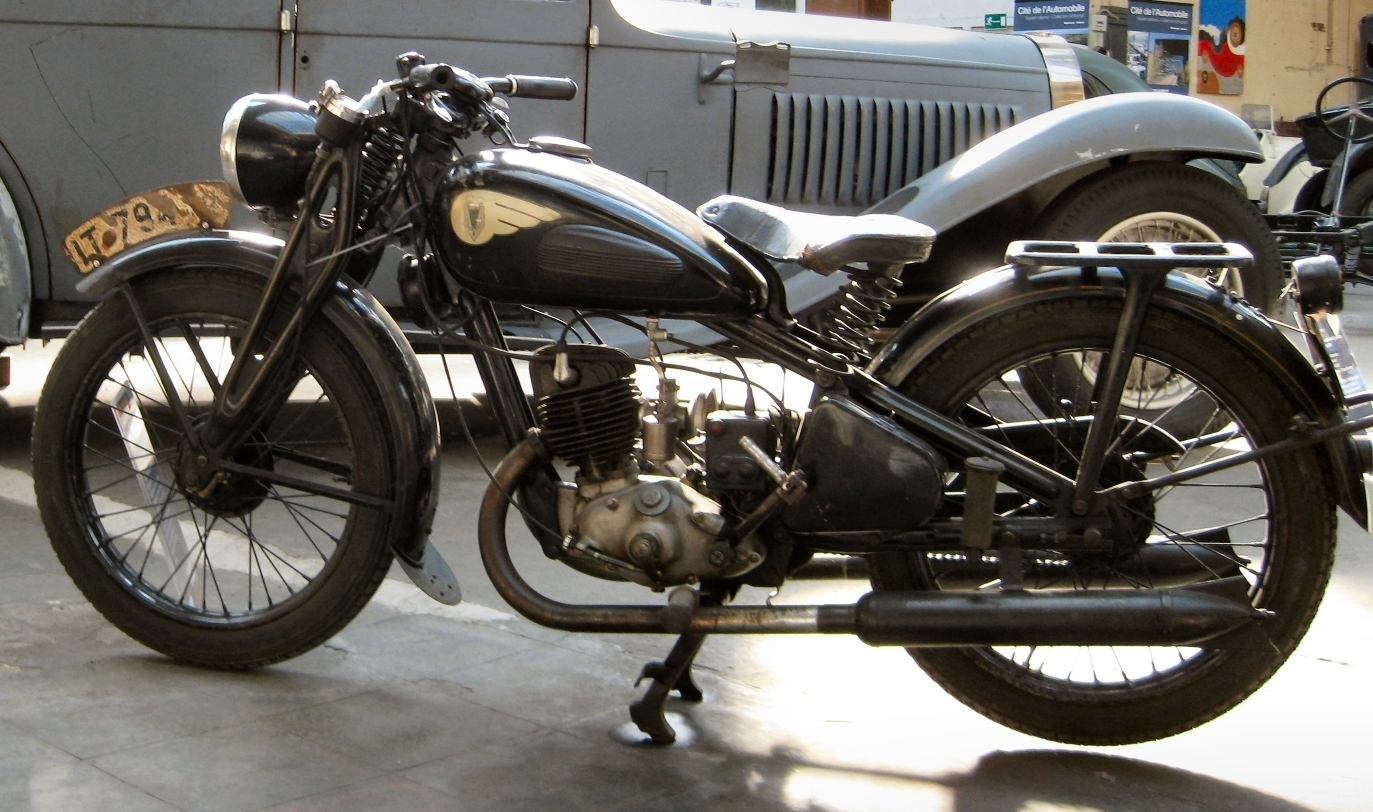
DKW KM 200 (1938)
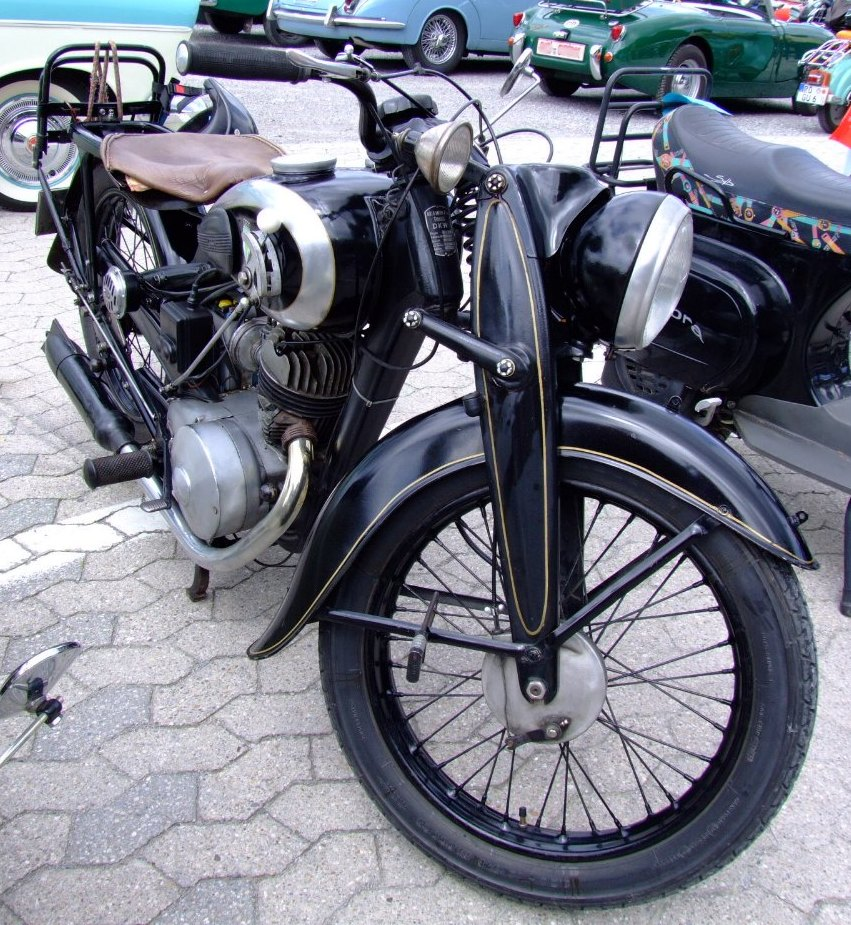
DKW NZ 250 (1939)
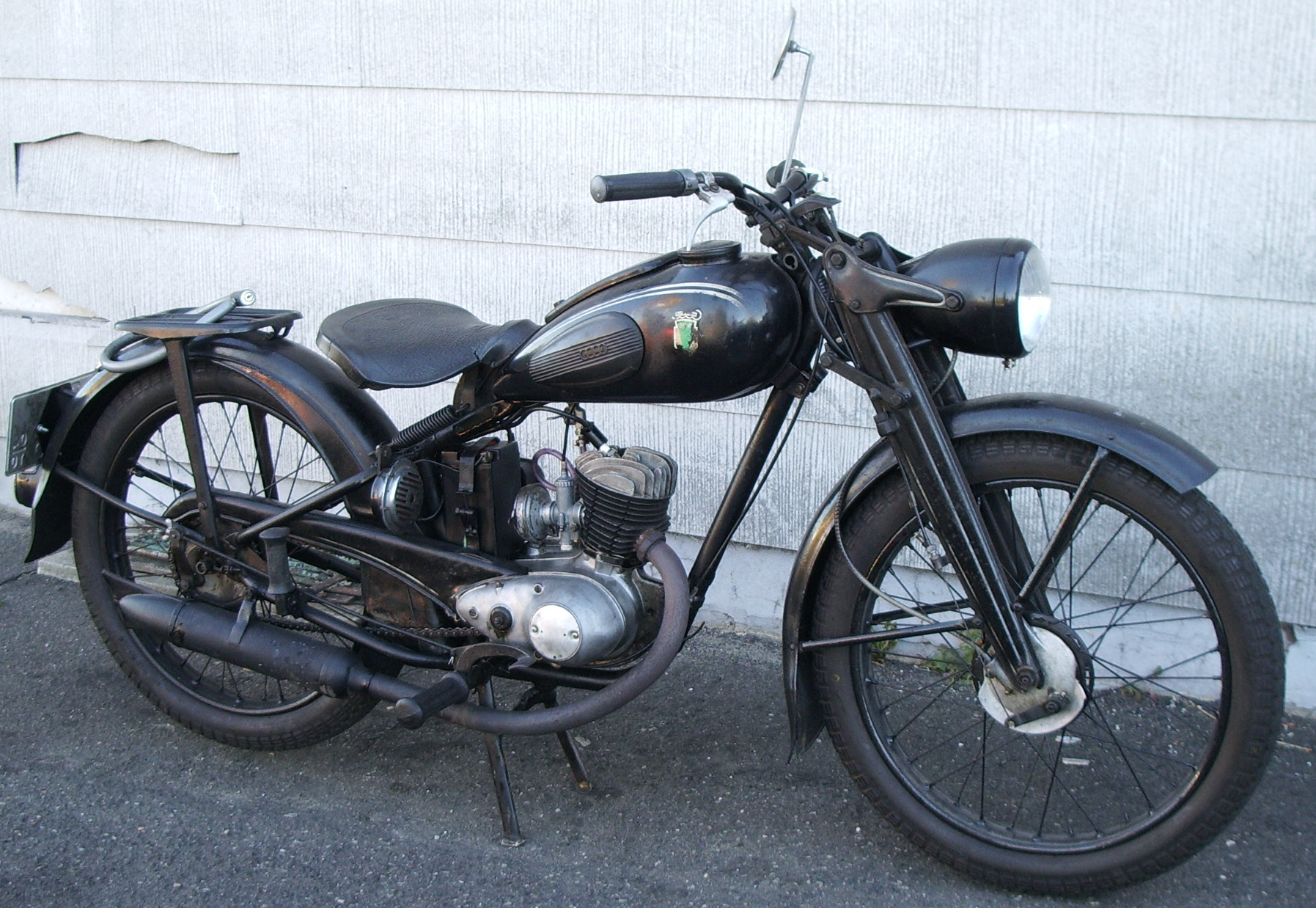
DKW RT 125 W (1950)
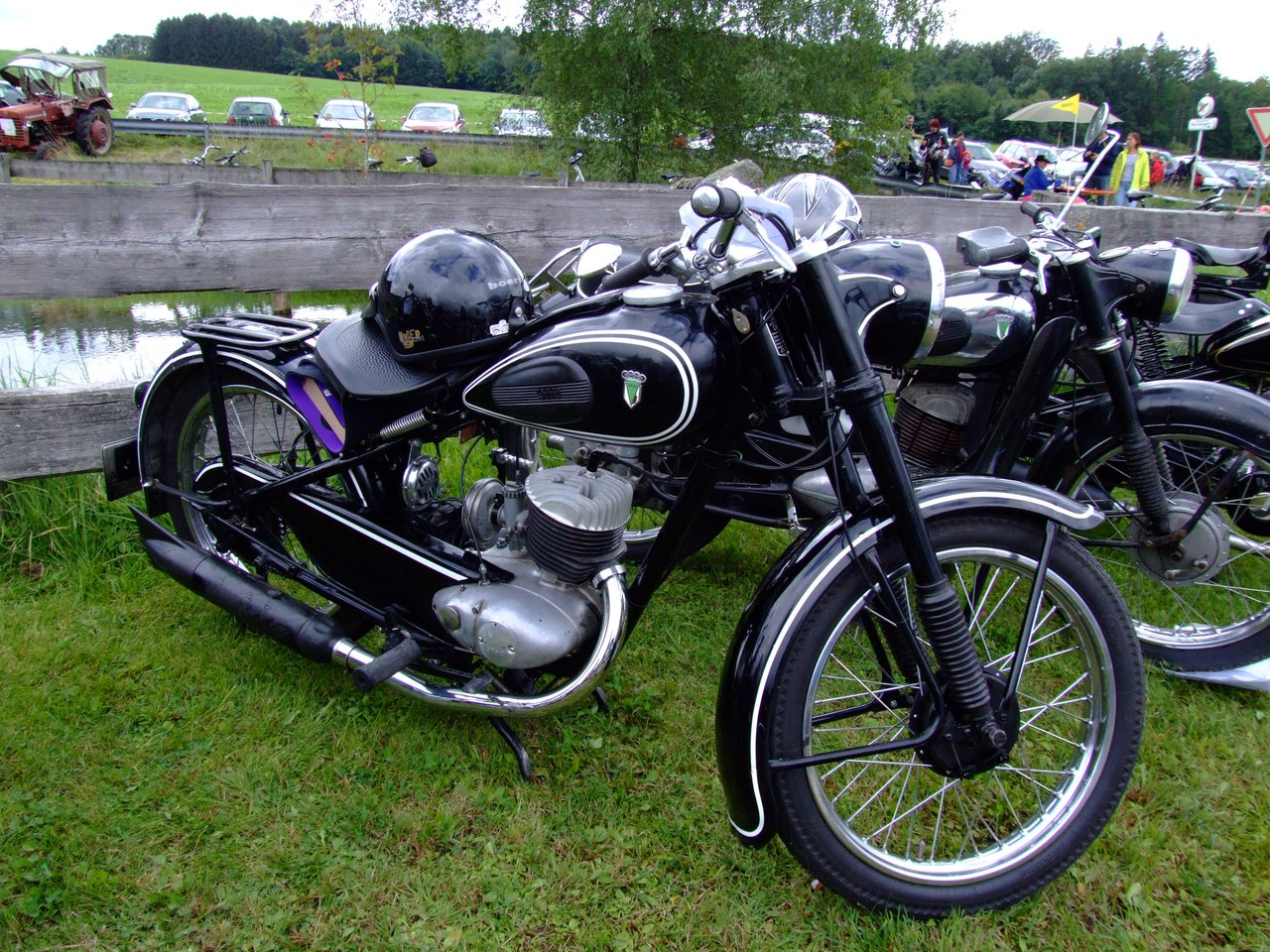
DKW RT 200 (1952)
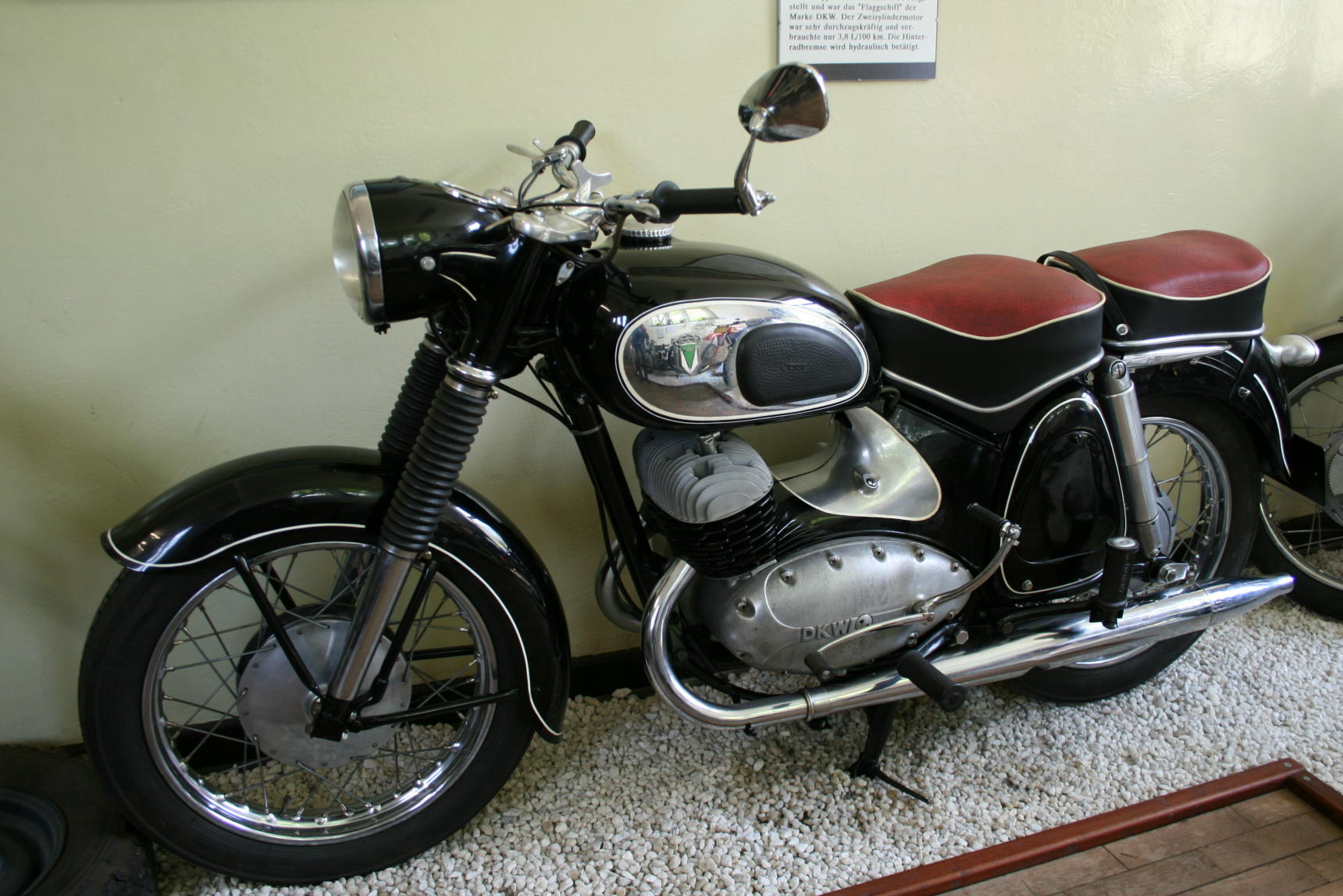
DKW RT 350 S (1955)
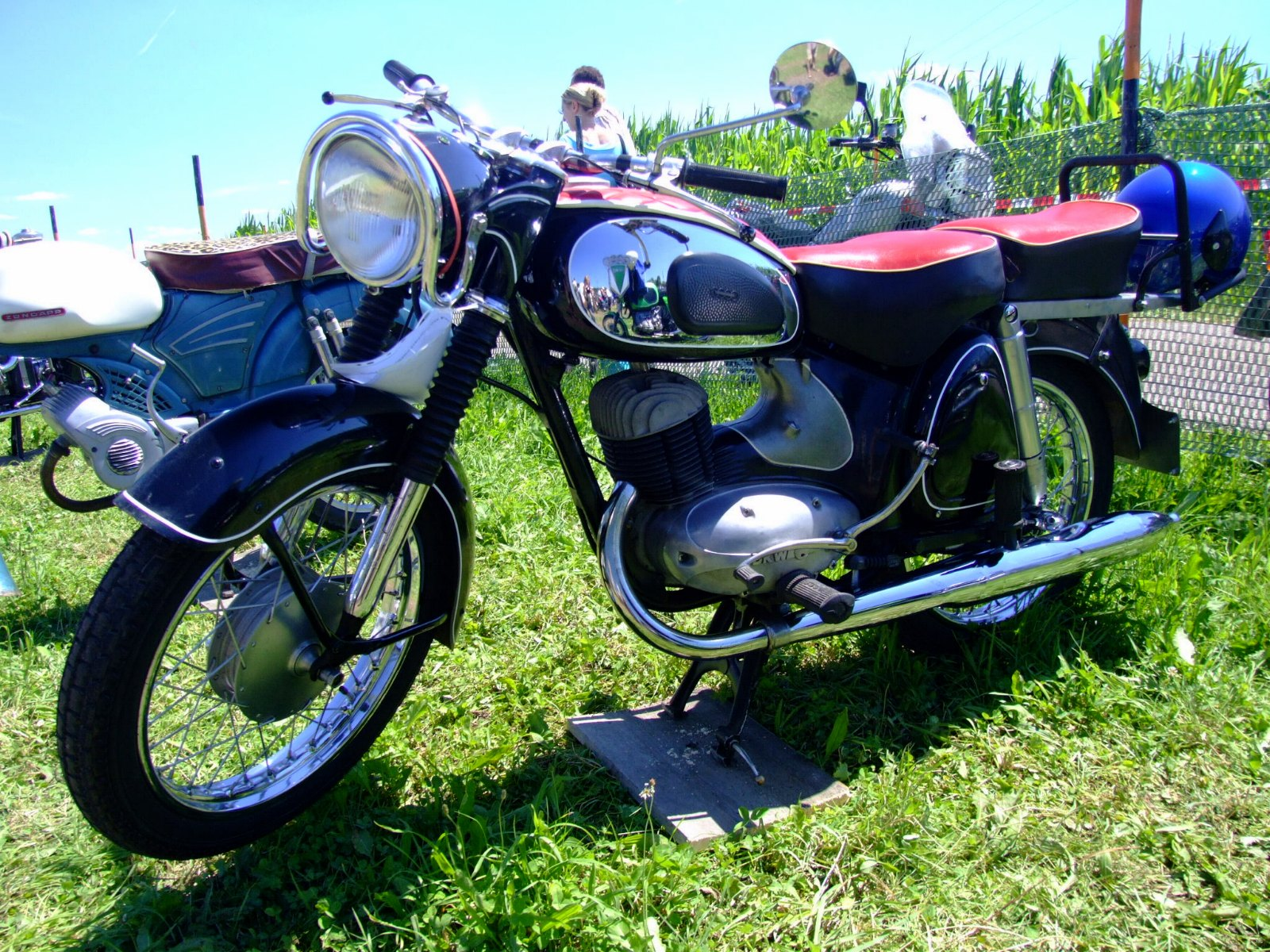
DKW RT 175 S (1955)
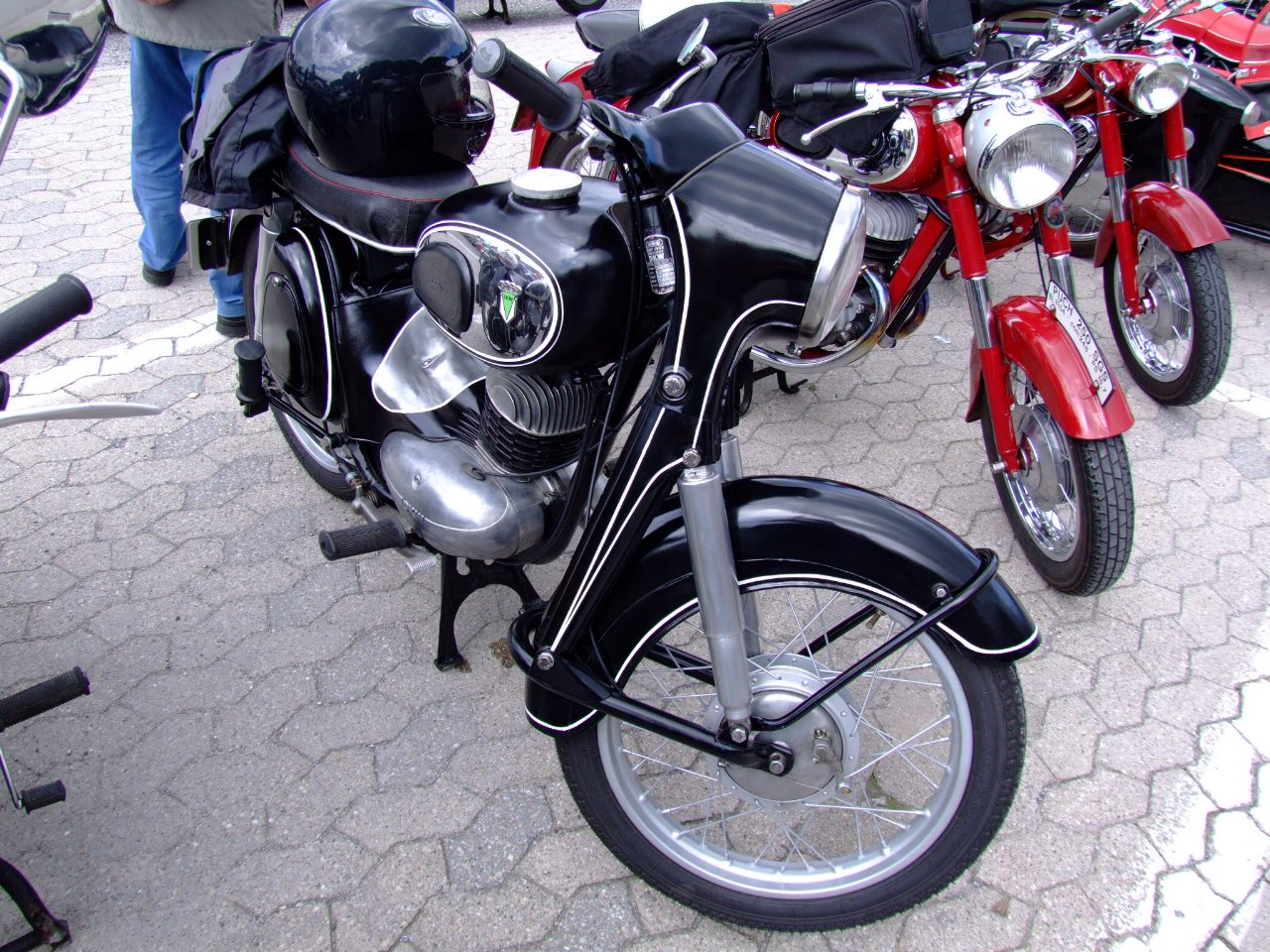
DKW RT 175 VS (1956)
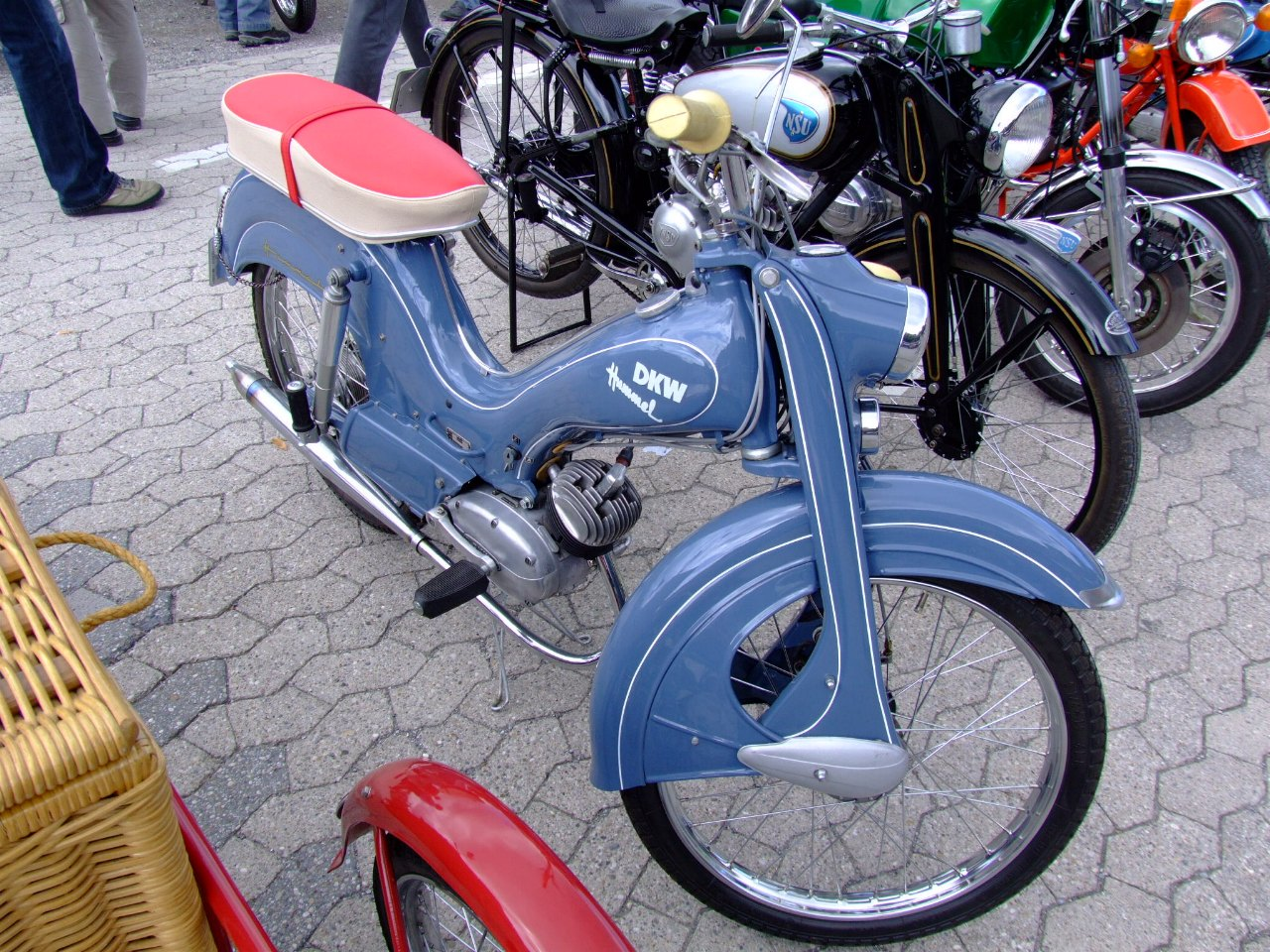
DKW Hummel
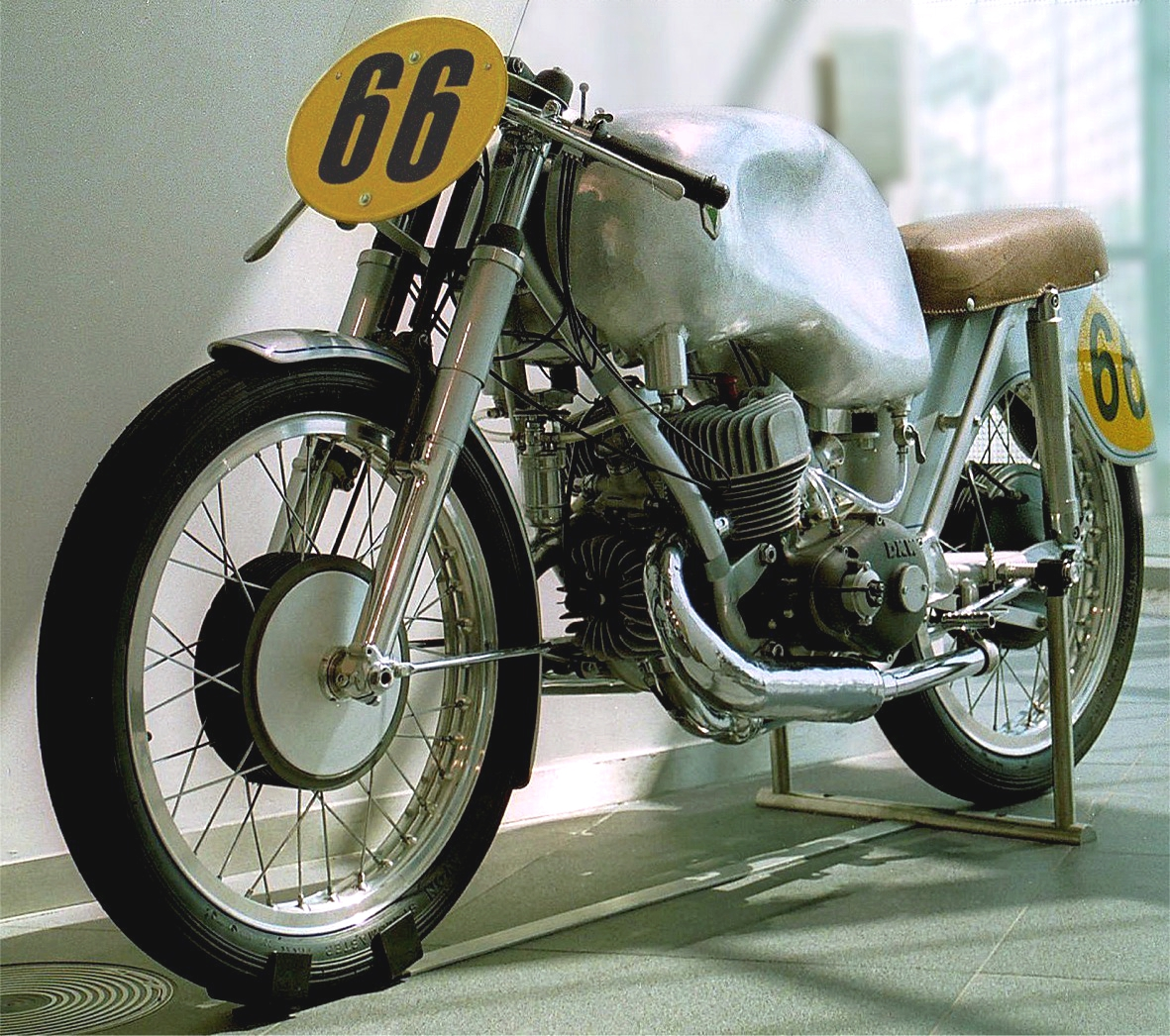
DKW RM 350
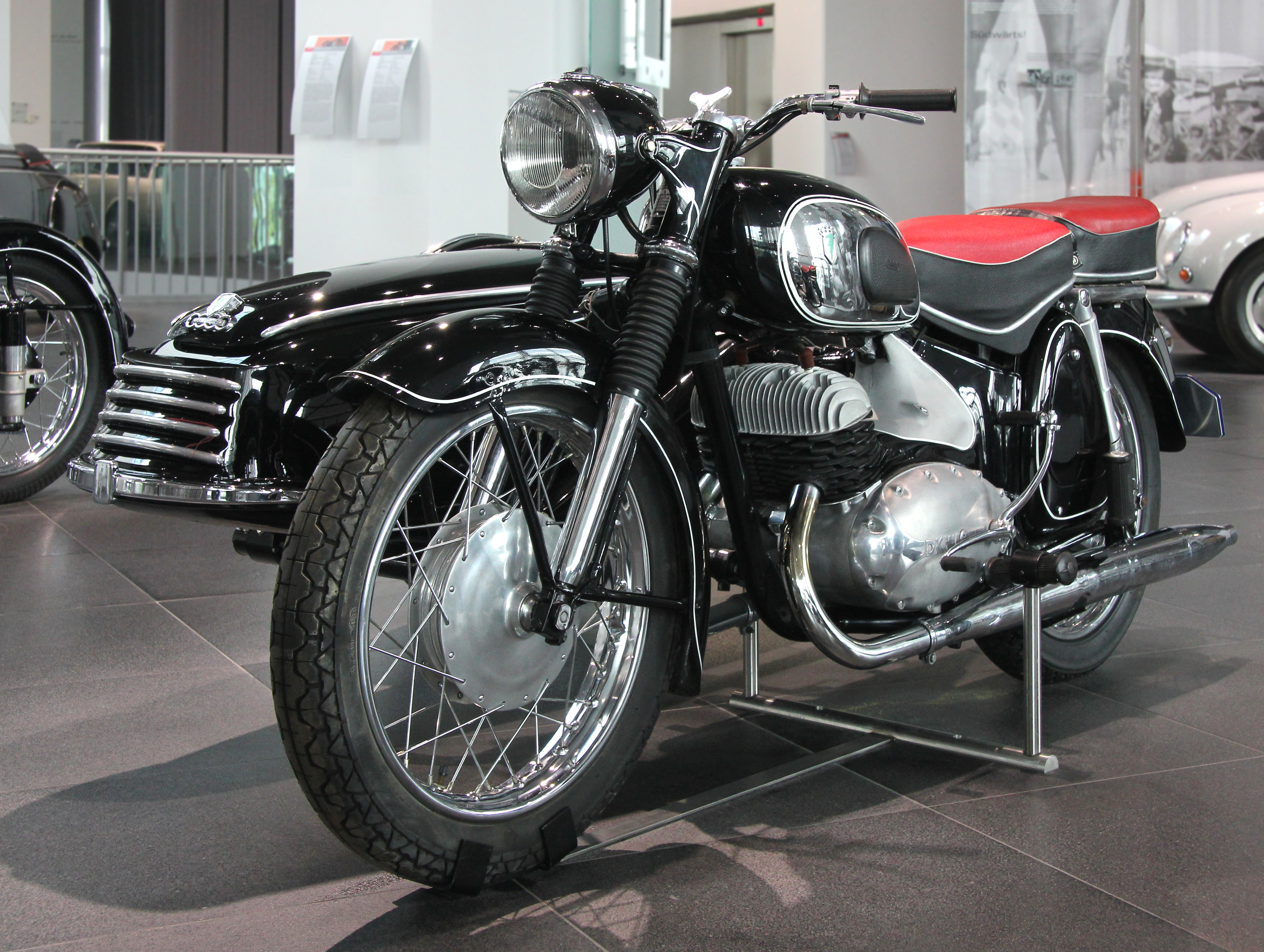
DKW RT 350 S, Bj. 1956